# Michelle Pfeiffer
Michelle Marie Pfeiffer (/ˈfaɪfər/; sinh ngày 29 tháng 4 năm 1958) là một nữ diễn viên người Hoa Kỳ. Được biết đến với những vai diễn đa dạng từ nhiều thể loại phim, cô được công nhận là một trong những nữ diễn viên xuất sắc nhất thập niên 1980 và 1990. Pfeiffer đã nhận được nhiều giải thưởng trong suốt sự nghiệp của mình, bao gồm Giải Quả cầu vàng và Giải thưởng Điện ảnh của Viện Hàn lâm Anh, bên cạnh các đề cử cho 3 Giải Oscar và Giải Primetime Emmy.
Sinh ra và lớn lên ở Santa Ana, California, Pfeiffer đã theo học một thời gian ngắn để trở thành nhà biên bản tòa án trước khi quyết định theo đuổi diễn xuất. Sau khi bắt đầu sự nghiệp diễn xuất của mình vào năm 1978 với những lần xuất hiện nhỏ trên truyền hình và điện ảnh, cô đã có được vai chính đầu tiên trong Grease 2 (1982), một thất bại về mặt thương mại và phê bình trong đó Pfeiffer được coi là một ngoại lệ tích cực. Vỡ mộng với việc trở thành người được đánh giá cao trong những vai phụ nữ hấp dẫn, cô tích cực tìm kiếm tài liệu thử thách hơn, kiếm được vai diễn đột phá vào năm 1983 với vai trùm xã hội đen Elvira Hancock trong phim Scarface. Cô đạt được thành công hơn nữa với vai diễn trong The Witches of Eastwick (1987) và Married to the Mob (1988), trong đó cô được đề cử cho giải Quả cầu vàng đầu tiên trong số sáu giải Quả cầu vàng liên tiếp. Diễn xuất của cô trong Dangerous Liaisons (1988) và The Fabulous Baker Boys (1989) đã mang về cho cô hai đề cử giải Oscar liên tiếp, lần lượt cho Nữ diễn viên phụ xuất sắc nhất và Nữ diễn viên chính xuất sắc nhất, giành giải Quả cầu vàng cho Nữ diễn viên chính xuất sắc nhất trong Điện ảnh – Phim truyền hình chơi ở sảnh ca sĩ Susie Diamond trong phần sau.
Tự khẳng định mình là một phụ nữ hàng đầu với một số vai diễn nổi tiếng trong suốt những năm 1990, Pfeiffer trở thành một trong những nữ diễn viên được trả lương cao nhất trong thập kỷ. Năm 1992, cô đóng vai chính trong Batman Returns với vai Selina Kyle / Catwoman để nhận được sự hoan nghênh rộng rãi và nhận được đề cử giải Oscar lần thứ ba cho Love Field. Cô đã thu hút nhiều lời khen ngợi cho các màn trình diễn trong The Age of Innocence (1993), Wolf (1994) và White Oleander (2002), đồng thời sản xuất và đóng vai chính trong một số bộ phim thành công dưới công ty sản xuất Via Rosa Productions của cô, bao gồm cả Dangerous Minds (1995). Chọn dành nhiều thời gian hơn cho gia đình, cô ấy đã hoạt động không thường xuyên trong vài năm tới, lồng tiếng cho các nhân vật trong hai bộ phim hoạt hình cho DreamWorks. Năm 2007, Pfeiffer trở lại sau thời gian gián đoạn với vai phản diện trong hai bộ phim bom tấn Hairspray và Stardust. Sau một kỳ nghỉ khác, cô ấy đã nhận được nhiều đánh giá tích cực vào năm 2017 cho Where Is Kyra?. Trở lại nổi bật cùng năm đó với vai phụ trong Mother! và Murder on the Orient Express, cô nhận được đề cử giải Primetime Emmy đầu tiên cho vai Ruth Madoff trong The Wizard of Lies. Pfeiffer ra mắt trong Vũ trụ Điện ảnh Marvel với vai Janet van Dyne / Wasp trong Ant-Man and the Wasp (2018) trước khi giành được đề cử giải Quả cầu vàng thứ tám cho French Exit (2020).
Được trao tặng một ngôi sao trên Đại lộ Danh vọng Hollywood vào năm 2007, Pfeiffer vẫn là một trong những nữ diễn viên có nhiều tiền nhất Hollywood trong bốn thập kỷ. Được mệnh danh là biểu tượng tình dục, cô từng được nhiều ấn phẩm bình chọn là phụ nữ đẹp nhất thế giới, với ngoại hình của cô được giới truyền thông soi mói kể từ khi bắt đầu sự nghiệp. Nổi tiếng kín tiếng về đời tư, cô đã kết hôn hai lần: với nam diễn viên Peter Horton từ năm 1981 đến năm 1988 và nhà sản xuất truyền hình David E. Kelley từ năm 1993, người mà cô có hai con.

## Đầu đời
Michelle Marie Pfeiffer sinh ngày 29 tháng 4 năm 1958, tại Santa Ana, California, là con thứ hai trong số bốn người con của Richard Pfeiffer (1933–1998), một nhà thầu điều hòa không khí, và Donna Jean (nhũ danh Taverna; 1932–2018), một bà nội trợ. Cô có một anh trai, Rick (sinh năm 1955), và hai em gái, Dedee Pfeiffer (sinh năm 1964), một nữ diễn viên truyền hình và điện ảnh, và Lori Pfeiffer (sinh năm 1965). Cha mẹ cô đều là người gốc Bắc Dakota. Ông nội của cô là người gốc Đức và bà nội của cô là người gốc Anh, xứ Wales, Pháp, Ailen và Hà Lan, trong khi ông ngoại của cô là người Đức gốc Thụy Sĩ và bà ngoại của cô là người Thụy Điển. Gia đình chuyển đến Midway City, một cộng đồng khác của Quận Cam cách đó khoảng bảy dặm (11 km), nơi Pfeiffer đã sống những năm đầu đời của cô.
Pfeiffer theo học tại trường trung học Fountain Valley, tốt nghiệp năm 1976. Cô làm nhân viên tính tiền tại siêu thị Vons, và theo học tại trường Golden West College, nơi cô là thành viên của hội nữ sinh Alpha Delta Pi. Sau một thời gian ngắn đào tạo để trở thành một nhà biên bản tòa án, cô quyết định theo nghiệp diễn xuất. Cô giành chiến thắng trong cuộc thi sắc đẹp Hoa hậu Quận Cam năm 1978, và tham gia cuộc thi Hoa hậu California cùng năm, kết thúc ở vị trí thứ sáu. Sau khi tham gia các cuộc thi này, cô đã có được một đại diện diễn xuất và bắt đầu thử vai cho các chương trình truyền hình và điện ảnh.

## Sự nghiệp

### Cuối những năm 1970 & 1980: Công việc ban đầu và đột phá
Pfeiffer xuất hiện lần đầu tiên vào năm 1978, trong một tập phim xuất hiện trong Fantasy Island. Tiếp theo là các vai khác trên phim truyền hình, bao gồm Delta House, CHiPs, Enos và BAD Cats. Bộ phim truyền hình đầu tay của cô là "The Solitary Man" (1979) cho đài CBS. Pfeiffer chuyển sang đóng phim với bộ phim hài The Hollywood Knights (1980), với Tony Danza, xuất hiện với tư cách là những người bạn yêu trung học. Sau đó cô đóng vai phụ trong Falling in Love Again (1980) cùng Susannah York và Charlie Chan and the Curse of the Dragon Queen (1981), không phim nào trong số đó đạt được nhiều thành công về mặt phê bình hoặc phòng vé. Cô xuất hiện trong một quảng cáo truyền hình cho xà phòng Lux, và học diễn xuất tại Beverly Hills Playhouse, trước khi xuất hiện trong ba bộ phim truyền hình năm 1981 – Callie và Son, với Lindsay Wagner, The Children Nobody Wanted và Splendor in the Grass.
Pfeiffer có được vai nữ chính đầu tiên trong phim Grease 2 (1982), phần tiếp theo của bộ phim ca nhạc đình đám Grease (1978). Chỉ với một vài vai diễn truyền hình và đóng phim nhỏ, cô gái 23 tuổi Pfeiffer là một nữ diễn viên vô danh khi cô tham gia buổi thử giọng mời tuyển chọn cho vai diễn này, nhưng theo đạo diễn Patricia Birch, cô ấy đã giành được vai diễn này vì cô ấy "có chất lượng kỳ quặc mà bạn không ngờ tới". Bộ phim là một thất bại về mặt thương mại và phê bình, nhưng The New York Times nhận xét: "[A] Mặc dù cô ấy là một người mới trên màn ảnh, nhưng cô Pfeiffer vẫn trông lôi cuốn và thoải mái hơn nhiều so với bất kỳ ai khác trong dàn diễn viên". Mặc dù thoát khỏi cơn nguy kịch, người đại diện của cô sau đó thừa nhận rằng sự liên kết của cô với bộ phim có nghĩa là "cô ấy không thể kiếm được bất kỳ công việc nào. Không ai muốn thuê cô ấy". Trong những vai diễn ban đầu, cô khẳng định: "Tôi cần học cách diễn xuất... trong khi đó, tôi đóng bim bim và kiếm tiền từ vẻ ngoài của mình".
Đạo diễn Brian De Palma, sau khi xem Grease 2, đã từ chối thử vai Pfeiffer cho Scarface (1983), nhưng đã hài lòng trước sự khăng khăng của Martin Bregman, nhà sản xuất của bộ phim. Cô được chọn vào vai người vợ nghiện cocaine, Elvira Hancock. Bộ phim bị hầu hết các nhà phê bình coi là quá bạo lực, nhưng đã trở thành một cú hit thương mại và thu hút được sự sùng bái lớn trong những năm sau đó. Pfeiffer nhận được đánh giá tích cực cho lượt ủng hộ của cô ấy; Richard Corliss của Tạp chí Time đã viết, "hầu hết dàn diễn viên lớn đều ổn: Michelle Pfeiffer thì tốt hơn..." Dominick Dunne, trong một bài báo cho Vanity Fair có tiêu đề "Blonde Ambition", đã viết, "[s] anh ấy đang trên đà trở thành ngôi sao. Theo cách nói của ngành, cô ấy rất nóng bỏng".

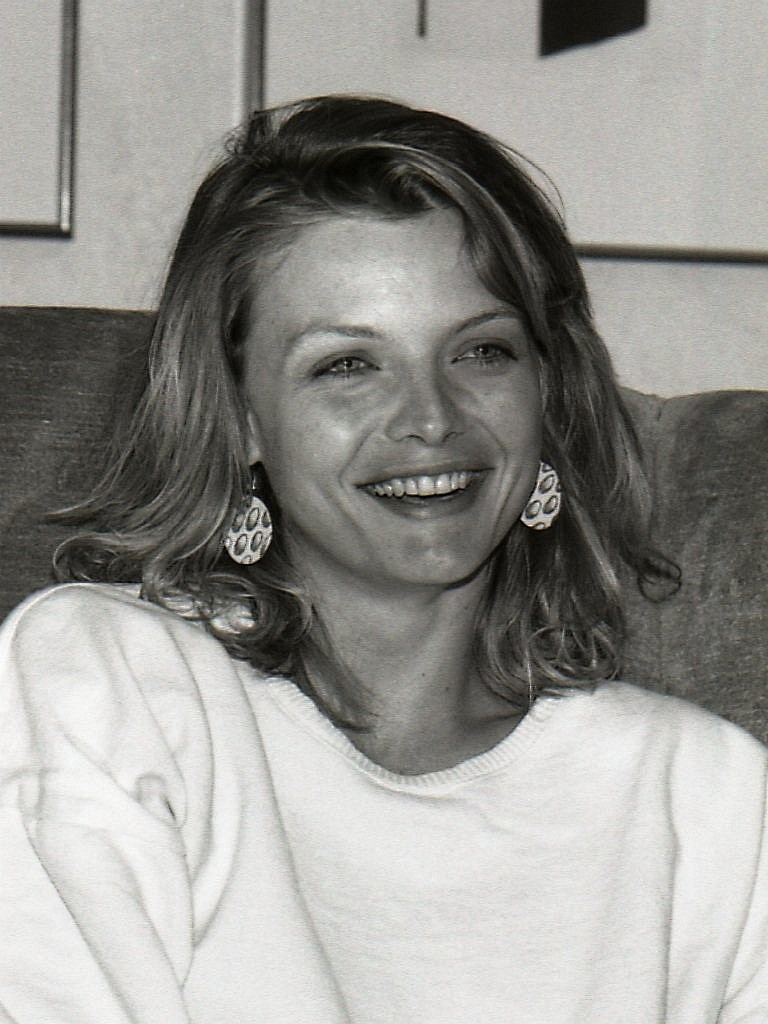
Pfeiffer vào 1985

Sau Scarface, cô đóng vai Diana trong bộ phim hài Into the Night (1985) của John Landis, với Jeff Goldblum; Isabeau d'Anjou trong bộ phim giả tưởng Ladyhawke (1985) của Richard Donner, với Rutger Hauer và Matthew Broderick; Faith Healy trong Sweet Liberty của Alan Alda (1986), với Michael Caine; và Brenda Landers trong một phân đoạn của bộ phim khoa học viễn tưởng nhại lại Amazon Women on the Moon (1987), tất cả đều chỉ đạt được thành công thương mại khiêm tốn, đã giúp cô trở thành một nữ diễn viên. Cuối cùng, cô đã ghi được một thành công phòng vé lớn với vai Sukie Ridgemont trong bộ phim chuyển thể năm 1987 từ tiểu thuyết The Witches of Eastwick của John Updike, với Jack Nicholson, Cher và Susan Sarandon. Bộ phim đã thu về hơn 63,7 triệu đô la trong nước, tương đương với 145 triệu đô la trong năm 2020, trở thành một trong những thành công thương mại và phê bình sớm nhất của cô. Pfeiffer nhận được sự hoan nghênh nhiệt liệt cho công việc của cô ấy. Ca ngợi thời điểm hài hước của họ, Roger Ebert đã viết rằng Pfeiffer và các bạn diễn nữ của cô ấy đều "có một khoảng thời gian vui vẻ với vai diễn của họ", trong khi nhà phê bình phim Sheila Benson của Los Angeles Times cho rằng Pfeiffer khiến nhân vật của cô ấy trở thành "một nhân vật ấm áp, không thể cưỡng lại được".
Pfeiffer được chọn vào vai một góa phụ của trùm xã hội đen bị sát hại, trong bộ phim hài mafia Married to the Mob (1988) của Jonathan Demme, với sự tham gia của Matthew Modine, Dean Stockwell và Mercedes Ruehl. Đối với vai Angela de Marco, cô ấy đội một bộ tóc giả màu nâu xoăn và giọng Brooklyn, và nhận được đề cử Giải Quả cầu vàng đầu tiên với tư cách là Nữ diễn viên chính xuất sắc nhất trong phim điện ảnh hoặc phim hài, bắt đầu chuỗi sáu năm liên tiếp giành giải Xuất sắc nhất. Đề cử nữ diễn viên chính tại Quả cầu vàng. Pfeiffer sau đó xuất hiện trong vai bà chủ nhà hàng sang trọng Jo Ann Vallenari trong Tequila Sunrise (1988) với Mel Gibson và Kurt Russell, nhưng trải nghiệm sự khác biệt về cá nhân và sáng tạo với đạo diễn Robert Towne, người sau này mô tả cô là nữ diễn viên "khó tính nhất" mà anh từng hợp tác.
Theo lời giới thiệu cá nhân của Demme, Pfeiffer tham gia vào dàn diễn viên của Những mối quan hệ nguy hiểm (1988) của Stephen Frears, với Glenn Close và John Malkovich, đóng vai nạn nhân đức hạnh của sự dụ dỗ, Madame Marie de Tourvel. Màn trình diễn của cô đã giành được sự hoan nghênh rộng rãi; Hal Hinson của The Washington Post xem vai trò của Pfeiffer là "ít rõ ràng nhất và cũng khó nhất. Không có gì khó chơi hơn là đức hạnh, và Pfeiffer đủ thông minh để không thử. Thay vào đó, cô ấy là hiện thân của vẻ đẹp như sứ của cô ấy, trong này coi đó là một tài sản lớn, và cách nó được sử dụng khiến nó dường như là một khía cạnh tâm linh của cô ấy". Cô ấy đã giành được Giải BAFTA cho Nữ diễn viên chính xuất sắc nhất trong vai phụ và nhận được đề cử Giải Oscar cho nữ diễn viên phụ xuất sắc nhất.
Pfeiffer sau đó nhận vai Susie Diamond, một cựu gái gọi cứng rắn trở thành ca sĩ phòng chờ, trong The Fabulous Baker Boys (1989), bộ phim cùng tên với Jeff Bridges và Beau Bridges trong vai Baker Boys. Cô đã trải qua quá trình luyện giọng căng thẳng cho vai diễn trong bốn tháng, và thể hiện tất cả giọng hát của nhân vật của mình. Bộ phim thành công khiêm tốn, thu về 18,4 triệu đô la Mỹ (tương đương 38 triệu đô la năm 2020). Tuy nhiên, chân dung Susie của cô đã thu hút được sự hoan nghênh nhất trí từ các nhà phê bình. Nhà phê bình Roger Ebert so sánh cô với Rita Hayworth trong Gilda và với Marilyn Monroe trong Some Like It Hot, nói thêm rằng bộ phim là "một trong những bộ phim mà họ sẽ sử dụng làm tài liệu, nhiều năm kể từ bây giờ, khi họ bắt đầu theo dõi các bước mà Pfeiffer trở thành một ngôi sao vĩ đại". Trong mùa giải thưởng 1989–90, Pfeiffer thống trị hạng mục Nữ diễn viên chính xuất sắc nhất tại mọi lễ trao giải lớn, giành được giải thưởng tại Quả cầu vàng, Hội đồng xét duyệt quốc gia, Hiệp hội phê bình phim quốc gia, Hội phê bình phim New York, Giải thưởng của Hiệp hội phê bình phim Los Angeles cho Nữ diễn viên chính xuất sắc nhất và Hiệp hội phê bình phim Chicago. Màn trình diễn của Pfeiffer trong vai Susie được coi là đánh giá cao nhất trong sự nghiệp của cô.  Bộ phim được nhớ đến nhiều nhất với cảnh nhân vật của Pfeiffer biểu diễn "Makin' Whoopee" một cách quyến rũ trên một cây đàn piano lớn, bản thân nó được coi là một trong những cảnh gợi cảm và đáng nhớ nhất trong điện ảnh hiện đại.

### Những năm 1990: Sự công nhận trên toàn thế giới và sự hoan nghênh của giới phê bình
Đến năm 1990, Pfeiffer bắt đầu kiếm được 1 triệu USD mỗi phim. Pfeiffer đảm nhận vai người biên tập sách Liên Xô Katya Orlova trong bộ phim chuyển thể năm 1990 từ Ngôi nhà nước Nga của John le Carré, với Sean Connery, một vai diễn yêu cầu cô phải nói giọng Nga. Với những nỗ lực của mình, cô đã được đề cử Quả cầu vàng cho Nữ diễn viên điện ảnh – phim truyền hình xuất sắc nhất. Pfeiffer sau đó đảm nhận vai cô hầu bàn bị hư hỏng Frankie trong Frankie và Johnny (1991) của Garry Marshall, một bộ phim chuyển thể từ vở kịch Broadway của Terrence McNally, Frankie và Johnny trong Clair de Lune, đã tái hợp cô với bạn diễn Scarface của cô, Al Pacino. Việc tuyển chọn diễn viên đã gây tranh cãi bởi nhiều người, vì Pfeiffer được coi là quá xinh đẹp để đóng vai một cô phục vụ "bình thường"; Kathy Bates, Frankie ban đầu trên sân khấu Broadway, cũng bày tỏ sự thất vọng về sự lựa chọn của nhà sản xuất. Bản thân Pfeiffer tuyên bố rằng cô ấy nhận vai vì nó "không phải là những gì mọi người mong đợi ở [cô ấy]". Pfeiffer một lần nữa được đề cử giải Quả cầu vàng cho Nữ diễn viên chính xuất sắc nhất – Phim truyền hình điện ảnh cho màn trình diễn của cô.

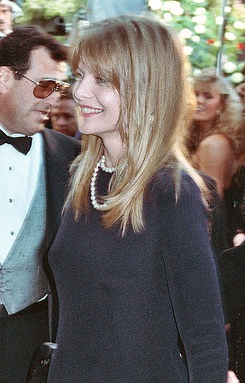
Pfeiffer tại Lễ trao giải Oscar lần thứ 63 năm 1990

Năm 1990, Pfeiffer thành lập công ty sản xuất phim boutique của riêng mình, Via Rosa Productions, hoạt động trong mười năm. Công ty cho phép cô sản xuất và / hoặc đóng vai chính trong các bộ phim dành riêng cho phụ nữ mạnh mẽ. Cô đã nhờ người bạn thân nhất của mình Kate Guinzburg làm đối tác sản xuất của mình tại công ty. Cả hai gặp nhau trên phim trường Sweet Liberty (1986) và nhanh chóng trở thành bạn bè. Kate là Điều phối viên sản xuất của bộ phim và trở nên thân thiết với Pfeiffer trong suốt quá trình quay. Via Rosa Productions đã ký hợp đồng hình ảnh với Touchstone Pictures, một hãng phim của Walt Disney Studios. Bộ phim đầu tiên mà bộ đôi sản xuất là bộ phim truyền hình độc lập Love Field, được phát hành vào cuối năm 1992. Các nhà phê bình đón nhận bộ phim và tờ The New York Times cảm thấy rằng Pfeiffer đã "một lần nữa chứng minh rằng cô ấy tinh tế và đáng ngạc nhiên như cô ấy xinh đẹp". Với vai diễn bà nội trợ lập dị ở Dallas, cô đã nhận được đề cử cho Giải Oscar cho Nữ diễn viên chính xuất sắc nhất và Quả cầu vàng cho Nữ diễn viên chính xuất sắc nhất - Phim chính kịch và giành giải Gấu bạc cho Nữ diễn viên chính xuất sắc nhất tại Liên hoan phim Quốc tế Berlin lần thứ 43.
Pfeiffer đảm nhận vai Selina Kyle / Catwoman trong bộ phim siêu anh hùng Batman Returns (1992) của đạo diễn Tim Burton, cùng với Michael Keaton và Danny DeVito, sau khi Annette Bening bỏ vai diễn vì mang thai. Để có được vai diễn này, cô đã tập luyện võ thuật và kickboxing. Pfeiffer đã nhận được sự hoan nghênh của giới phê bình cho vai diễn này, và màn trình diễn của cô luôn được các nhà phê bình và người hâm mộ coi là vai diễn hay nhất mọi thời đại, và cũng là một trong những màn trình diễn được đánh giá là hay nhất trong sự nghiệp của cô. Công chiếu hồi tưởng về màn trình diễn của cô: "Được cho là nhân vật phản diện xuất sắc của thời đại Tim Burton, con mèo con chết chóc của Michelle Pfeiffer bằng một chiếc roi đã đưa tình dục trở lại với thương hiệu bình thường đã bị vô hiệu hóa. Bộ trang phục bằng da bằng sáng chế màu đen được khâu lại với nhau của cô ấy, dựa trên bản phác thảo của Burton, vẫn là vẻ ngoài mang tính biểu tượng nhất của nhân vật. Và Michelle Pfeiffer đã vượt qua cuộc đối thoại về nữ quyền nặng nề của Batman Returns để mang đến một màn trình diễn dữ dội và gầm gừ". Batman Returns là một thành công lớn về doanh thu phòng vé, thu về hơn 267 triệu đô la Mỹ trên toàn thế giới.
Trong bộ phim truyền hình The Age of Innocence (1993) của Martin Scorsese, một bộ phim chuyển thể từ tiểu thuyết năm 1920 của Edith Wharton, Pfeiffer đóng cùng Daniel Day-Lewis và Winona Ryder, miêu tả một nữ bá tước ở thành phố New York thượng lưu trong những năm 1870. Với vai diễn của mình, cô đã nhận được giải thưởng Elvira Notari tại Liên hoan phim Venice và đề cử Quả cầu vàng cho Nữ diễn viên chính xuất sắc nhất – Phim điện ảnh. Cũng trong năm 1993, cô đã được trao Giải Pha lê cho Phụ nữ trong Điện ảnh Los Angeles dành cho những phụ nữ xuất sắc, những người thông qua sức chịu đựng và sự xuất sắc trong công việc của họ, đã giúp mở rộng vai trò của phụ nữ trong ngành giải trí.
Sau khi thành lập công ty sản xuất của mình vào năm 1990, Pfeiffer đã chứng kiến sự mở rộng chuyên nghiệp ngày càng tăng với tư cách là một nhà sản xuất. Trong khi cô ấy tiếp tục hoạt động ổn định trong suốt thập kỷ, cô ấy và đối tác sản xuất Guinzburg của cô ấy đã trải qua một chuỗi thành công trong việc sản xuất các phim liên tiếp tiếp theo dưới tiêu đề Via Rosa Productions của họ. Trong bộ phim kinh dị Wolf năm 1994, cô đóng cùng Jack Nicholson, miêu tả sự mỉa mai và cố ý của một nhà văn, người trở thành người sói vào ban đêm sau khi bị một sinh vật cắn. Bộ phim đã được phát hành với một sự đón nhận lẫn lộn của giới phê bình; Thời báo New York viết: "Vai trò của bà Pfeiffer đã được bảo lãnh, nhưng sự thể hiện của bà ấy đủ chuyên nghiệp để khiến cho sự thuyết phục thậm chí khác biệt". Chó sói là một thành công về mặt thương mại, thu về 65 triệu đô la Mỹ (tương đương 113 triệu đô la Mỹ vào năm 2020) tại phòng vé trong nước và 131 triệu đô la Mỹ trên toàn thế giới (tương đương 229 triệu đô la Mỹ).
Vai diễn tiếp theo của Pfeiffer là giáo viên trung học và cựu Thủy quân lục chiến Hoa Kỳ LouAnne Johnson trong bộ phim truyền hình Dangerous Minds (1995), do công ty Via Rosa Productions của cô đồng sản xuất. Cô xuất hiện với tư cách là nhân vật của mình trong video âm nhạc cho đĩa đơn chính của nhạc phim, "Gangsta's Paradise" của Coolio, kết hợp với LV; bài hát đã giành được giải Grammy năm 1996 cho Màn trình diễn Solo Rap xuất sắc nhất, và video đã giành được Giải Video âm nhạc của MTV cho Video Rap hay nhất. Trong khi Tâm trí nguy hiểm nhận được đánh giá tiêu cực, nó là một thành công phòng vé, thu về 179,5 triệu đô la Mỹ trên toàn cầu. Pfeiffer đóng vai Sally Atwater trong bộ phim truyền hình lãng mạn Up Close & Personal (1996), với Robert Redford.
Pfeiffer nhận vai Gillian Lewis trong To Gillian on Her 37th Birthday (1996), được chồng cô là David Kelley chuyển thể từ vở kịch cùng tên của Michael Brady. Dưới nhãn hiệu Via Rosa Productions của họ, Pfeiffer và Guinzburg đã sản xuất các bộ phim One Fine Day (1996), A Thousand Acres (1997) và The Deep End of the Ocean (1998). Pfeiffer lồng tiếng cho Tzipporah, một cô gái chăn cừu tinh thần trở thành vợ của Moses (Val Kilmer), trong bộ phim hoạt hình kinh thánh The Prince of Egypt (1998). Pfeiffer đóng vai chính cùng với dàn diễn viên lồng tiếng toàn sao bao gồm Ralph Fiennes, Sandra Bullock và Patrick Stewart. Cô từng là nhà sản xuất điều hành và đóng vai kiến trúc sư mẹ đơn thân đã ly hôn Melanie Parker trong bộ phim hài lãng mạn One Fine Day (1996) với George Clooney. Các màn trình diễn tiếp theo có Rose Cook Lewis trong bộ phim chuyển thể tiểu thuyết của Jane Smiley đoạt giải Pulitzer A Thousand Acres (1997) với Jessica Lange và Jennifer Jason Leigh; Beth Cappadora ở The Deep End of the Ocean (1998) kể về một cặp vợ chồng đã tìm thấy đứa con trai của họ đã bị bắt cóc chín năm trước; Titania Nữ hoàng của các nàng tiên trong A Midsummer Night's Dream (1999) với Kevin Kline, Rupert Everett và Stanley Tucci; và Katie Jordan trong bộ phim hài – chính kịch The Story of Us (1999) của Rob Reiner với Bruce Willis.

### Những năm 2000: Nữ diễn viên thành danh và sự nghiệp gián đoạn
Pfeiffer đã chọn bắt đầu quá trình giải thể công ty sản xuất phim của mình, Via Rosa Productions, vào năm 1999, và chuyển sang nửa nghỉ hưu để dành nhiều thời gian chất lượng hơn cho con cái và gia đình, có nghĩa là cô ấy sẽ tiếp tục đóng phim lẻ tẻ những năm 2000 và hơn thế nữa. Pfeiffer đã giao cho đối tác sản xuất Guinzburg của cô một bộ phim cuối cùng để sản xuất dưới tiêu đề Via Rosa Productions. Bộ phim được gọi là Nguyên tội (2001). Ban đầu nó được dự định để đóng vai chính Pfeiffer, người sau đó đã thay đổi quyết định vì cô ấy muốn làm việc ít hơn trong một thời gian. Bộ phim do công ty của cô sản xuất nhưng lại có sự tham gia của Angelina Jolie và Antonio Banderas.
Trong bộ phim kinh dị Hitchcockian What Lies Beneath (2000), Pfeiffer và Harrison Ford đóng vai một cặp vợ chồng khá giả trải qua một vụ ám ảnh kỳ lạ khám phá ra bí mật về quá khứ của họ. Trong khi phản ứng của các nhà phê bình đối với bộ phim còn trái chiều, nó đã đứng đầu phòng vé vào tháng 7 năm 2000, và tiếp tục thu về 291 triệu đô la Mỹ trên toàn thế giới. Sau đó, cô nhận vai Rita Harrison, một luật sư giỏi giang giúp đỡ một người cha bị thiểu năng phát triển, trong bộ phim truyền hình I Am Sam (2001), với Sean Penn. Mặc dù thu về 97,8 triệu đô la trên toàn thế giới, bộ phim nhận được đánh giá không thuận lợi; Seattle Post-Intelligencer viết: "Pfeiffer, dường như bị cản trở bởi những khuôn sáo nhạt nhẽo ủng hộ vai diễn khó khăn của cô ấy, đã mang lại hiệu suất phẳng nhất, đẹp nhất từ trước đến nay". Trong khi đó, SF Gate nhận xét: "Trong một cảnh, cô ấy rơi nước mắt khi trút được nỗi niềm với anh ấy về cuộc sống khốn khổ của mình".
Pfeiffer đảm nhận vai một nghệ sĩ giết người, tên là Ingrid Magnussen, trong bộ phim truyền hình White Oleander (2002), cùng với Alison Lohman (trong bộ phim của cô ấy), Renée Zellweger và Robin Wright. Bộ phim là một thành công lớn và Pfeiffer đã nhận được một lượng đáng kể lời khen ngợi từ giới phê bình; Stephen Holden của tờ The New York Times đã viết rằng "Cô Pfeiffer, với màn trình diễn phức tạp nhất trong sự nghiệp của mình, khiến người đẹp quyến rũ trên đỉnh Olympus của cô ấy ngay lập tức trở nên khó cưỡng và quỷ quyệt". Kenneth Turan của tờ Los Angeles Times đã mô tả cô ấy là "sợi đốt", mang lại "sức mạnh và ý chí không thể lay chuyển cho vai trò là người thao túng chủ nhân của cô ấy" trong một "màn trình diễn hấp dẫn, hoàn hảo". Cô đã giành được Giải thưởng Nữ diễn viên phụ xuất sắc nhất từ Hiệp hội phê bình phim San Diego và Hiệp hội phê bình phim thành phố Kansas, cũng như đề cử Giải thưởng của Hiệp hội Diễn viên Màn ảnh.
Năm 2003, Pfeiffer đã cho mượn giọng của cô cho nhân vật nữ thần hỗn mang Eris trong Sinbad: Legend of the Seven Seas (2003), một bộ phim hoạt hình có Brad Pitt lồng tiếng cho Sinbad the Sailor. Cô đã phải vật lộn với việc tìm kiếm các nhân vật phản diện của nhân vật. Ban đầu nhân vật "quá gợi dục", sau đó cô ấy thiếu vui vẻ. Sau lần viết lại thứ ba, Pfeiffer đã gọi cho nhà sản xuất Jeffrey Katzenberg và nói với anh ta rằng "Bạn biết đấy, bạn thực sự có thể sa thải tôi", nhưng anh ta đảm bảo với cô rằng đây chỉ là một phần của quá trình. Sau khi bộ phim được phát hành, cô đã tạm ngừng diễn xuất trong 4 năm, trong thời gian đó cô hầu như không xuất hiện trước công chúng để dành thời gian cho chồng và con của mình. Vào thời điểm đó, cô đã từ chối vai Phù thủy trắng trong bộ phim giả tưởng Biên niên sử Narnia: Sư tử, Phù thủy và Tủ quần áo (2005), thuộc về Tilda Swinton.

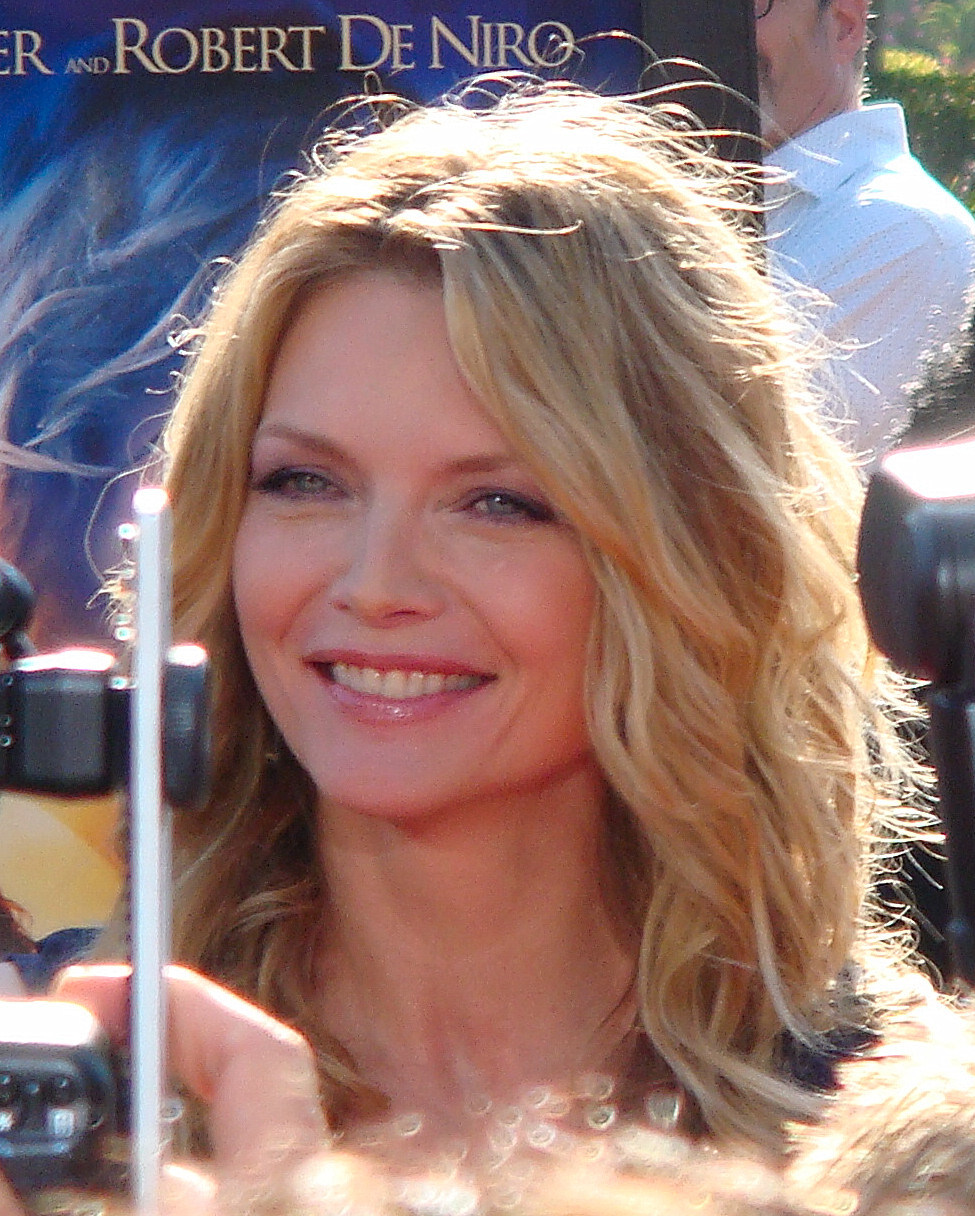
Pfeiffer tại buổi ra mắt Stardust năm 2007

Pfeiffer trở lại rạp chiếu phim vào năm 2007 với vai phản diện trong hai bộ phim bom tấn mùa hè, Hairspray và Stardust, được giới truyền thông hoan nghênh như một sự trở lại thành công của nữ diễn viên. Trước đây, một bộ phim chuyển thể từ vở nhạc kịch Broadway cùng tên, cô đóng vai chính cùng John Travolta, Christopher Walken và Queen Latifah trong vai Velma Von Tussle, người quản lý phân biệt chủng tộc của một đài truyền hình trạm. Mặc dù một người hâm mộ tác phẩm của Pfeiffer trong vở nhạc kịch Grease 2 và The Fabulous Baker Boys, đạo diễn Adam Shankman chọn Pfeiffer phần lớn dựa trên màn trình diễn của cô trong Batman Returns, tuyên bố cô là sự lựa chọn đầu tiên và duy nhất của anh cho Velma. Mặc dù cô ấy rất vui với phần này, Pfeiffer mô tả Velma là vai diễn khó nhất mà cô ấy đã đóng vào thời điểm đó do sự phân biệt chủng tộc của nhân vật, nhưng cô ấy đã bị cuốn hút vào thông điệp quan trọng của bộ phim là chống lại sự cố chấp, chấp nhận điều đó "để làm một bộ phim về phân biệt chủng tộc, ai đó phải là người phân biệt chủng tộc và đó là tôi!". Được phát hành với nhiều đánh giá tích cực, Hairspray thu về 202,5 triệu đô la trên toàn thế giới. Màn trình diễn của Pfeiffer cũng được giới phê bình đánh giá cao, với nhà phê bình phim David Edelstein của NPR gọi cô là "siêu phàm". Dàn diễn viên của Hairspray đã được đề cử cho Giải thưởng của Hiệp hội Diễn viên Màn ảnh cho Diễn viên xuất sắc nhất trong một phim điện ảnh, và giành được Giải thưởng của Hiệp hội Phê bình Phim truyền hình cho Diễn viên xuất sắc nhất, Giải Liên hoan phim Hollywood cho Dàn diễn viên của năm và Palm Springs Giải thưởng Liên hoan phim Quốc tế cho Dàn diễn viên chính. Trong cuộc phiêu lưu giả tưởng Stardust, Pfeiffer vào vai Lamia, một phù thủy cổ đại chuyên săn tìm một ngôi sao sa ngã (Claire Danes) để tìm kiếm tuổi trẻ vĩnh hằng. Bộ phim nhận được hầu hết các đánh giá tích cực nhưng hoạt động ở mức vừa phải tại phòng vé, thu về 135,5 triệu đô la trên toàn cầu. Nhà phê bình phim Stephen Holden của tờ New York Times đã mô tả Pfeiffer là "một phù thủy độc ác tuyệt vời như các bộ phim từng phát minh ra", viết rằng cô ấy "đã phá vỡ niềm đam mê của một ngôi sao, người cho rằng cô ấy không còn gì để mất".
Pfeiffer đóng vai chính trong bộ phim hài lãng mạn I Could Never Be Your Woman (2007) của Amy Heckerling, với Paul Rudd và Saoirse Ronan, đóng vai Rosie, một người mẹ đã ly hôn 40 tuổi, làm việc như một nhà viết kịch bản và nhà sản xuất cho một chương trình truyền hình yêu một người đàn ông trẻ hơn nhiều tuổi (Rudd). Mức lương được báo cáo của cô là 1 triệu đô la Mỹ, ứng trước 15% tổng doanh thu. Tuy nhiên, bộ phim chỉ được phân phối trên các chợ video gia đình trong nước. Các bài đánh giá cho I Could Never Be Your Woman có mức độ tích cực vừa phải, với nhà phê bình James Berardinelli nhận thấy Pfeiffer và Rudd "có đủ phản ứng hóa học để kéo dài câu chuyện tình lãng mạn", trong điều mà anh ấy mô tả là "một bộ phim hài lãng mạn thú vị đủ để khiến bộ phim đáng được đề nghị". Tiếp theo, cô đóng vai chính trong Personal Effects (2009), cùng với Ashton Kutcher, đóng vai hai người đau buồn đối mặt với nỗi đau và sự thất vọng vì mất mát của họ mà mối quan hệ của họ sinh ra một mối tình lãng mạn khó có thể xảy ra. Bộ phim được công chiếu lần đầu tại Nhà hát Englert của thành phố Iowa.
Bộ phim tiếp theo của Pfeiffer, chuyển thể từ Chéri của Colette (2009), tái hợp cô với đạo diễn (Stephen Frears) và biên kịch (Christopher Hampton) của Dangerous Liaisons (1988). Pfeiffer đã đóng vai một nữ quan tòa già đã nghỉ hưu Léa de Lonval, với Rupert Friend trong vai chính, với Kathy Bates trong vai mẹ của anh ta. Chéri được công chiếu lần đầu tại Liên hoan phim Quốc tế Berlin 2009, nơi nó nhận được đề cử cho giải Gấu vàng. The Times của London đã đánh giá bộ phim một cách ưu ái, mô tả kịch bản của Hampton như một "dòng chảy đều đặn của những câu châm biếm khô khan và những câu nói khó nghe" và diễn xuất của Pfeiffer là "từ tính và tinh tế, sự hờ hững trần tục của cô ấy là mặt nạ cho sự tổn thương và đau lòng". Roger Ebert trên tờ Chicago Sun-Times đã viết rằng "thật hấp dẫn khi quan sát cách Pfeiffer kiểm soát khuôn mặt và giọng nói của cô ấy trong thời gian bị tổn thương đau đớn". Kenneth Turan trên tờ Los Angeles Times ca ngợi "những cảnh quay không lời khiến Léa không hề hay biết, chỉ với một mình máy quay thấy được sự tuyệt vọng và hối tiếc mà cô ấy che giấu khỏi thế giới. Đó là kiểu diễn xuất tinh tế, tinh tế mà Pfeiffer làm rất tốt, và đó là một lời nhắc nhở thêm về chúng ta".

### Những năm 2010: Sự hồi sinh và mở rộng chuyên nghiệp
Sau hai năm nghỉ phép diễn xuất, Pfeiffer góp mặt trong dàn diễn viên lớn trong bộ phim hài lãng mạn Đêm giao thừa (2011) của Garry Marshall, lần hợp tác thứ hai của cô với Marshall sau Frankie và Johnny. Bộ phim còn có sự tham gia của Halle Berry, Jessica Biel, Robert De Niro, Josh Duhamel, Zac Efron, Sarah Jessica Parker, và Sofía Vergara, trong số nhiều người khác, đã chứng kiến cô đảm nhận vai phụ Ingrid Withers, một thư ký choáng ngợp kết bạn với một người giao hàng (Efron). Trong khi bộ phim được giới phê bình đánh giá cao, nó đã thu về 142 triệu đô la Mỹ trên toàn thế giới. Năm 2012, cô xuất hiện cùng Chris Pine và Elizabeth Banks trong bộ phim truyền hình People Like Us, với vai mẹ của một thương nhân đang gặp khó khăn ở Thành phố New York (Pine). Rolling Stone nhận thấy cô ấy "tỏa sáng" trong phim, và The New York Times, tích cực chỉ ra Pfeiffer và Banks, lưu ý rằng màn trình diễn của họ "phần nào bù đắp cho những lỗ hổng trong một câu chuyện mà thời gian khó nuốt trôi". People Like Us ra mắt đạt 4,26 triệu đô la Mỹ, được Box Office Mojo mô tả là "ít ỏi" và chỉ kiếm được 12 triệu đô la Mỹ ở Bắc Mỹ.
Pfieffer tái hợp với Tim Burton, đạo diễn Batman Returns của cô, trong Dark Shadows (2012), dựa trên vở kịch truyền hình gothic cùng tên. Trong phim, với sự tham gia của Johnny Depp, Eva Green, Helena Bonham Carter và Chloë Grace Moretz, cô đóng vai Elizabeth Collins Stoddard, mẫu hệ của gia đình Collins. Phản ứng của các nhà phê bình đối với bộ phim là trái chiều, nhưng các nhà văn đánh giá cao màn trình diễn của các diễn viên – đáng chú ý nhất là Depp và Pfeiffer. IGN nhận thấy cô ấy đang "chỉ huy" trong vai trò của mình và cảm thấy rằng các nhân vật chính "được đóng bởi một trong những dàn diễn viên xuất sắc nhất của Burton". Trong khi Dark Shadows thu về 79,7 triệu đô la Mỹ khiêm tốn ở Bắc Mỹ, nhưng cuối cùng nó đã kiếm được 245,5 triệu đô la Mỹ trên toàn cầu. Trong bộ phim hài đình đám The Family (2013) của Luc Besson, với sự tham gia của Robert De Niro, Tommy Lee Jones, Dianna Agron và John D'Leo, cô đóng vai "bà mẹ khó tính" trong một gia đình Mafia muốn thay đổi cuộc sống của họ theo chương trình bảo vệ nhân chứng. Mặc dù các đánh giá về bộ phim còn nhiều ý kiến trái chiều, THV11 cho biết về vai diễn của dàn diễn viên: "Các diễn viên cốt lõi của The Family thực sự chắc chắn, và toàn bộ bộ phim kết hợp với nhau để tạo nên một bộ phim vững chắc". Trong khi đó, The Huffington Post cảm thấy rằng "De Niro, Pfieffer và Jones đều mang lại 100% cho vai diễn của họ". Phim thu về doanh thu tại Mỹ 78,4 triệu đô la trên toàn thế giới.
Pfeiffer đã tuyên bố rằng việc cô không đóng phim trong suốt những năm 2000 là do các con của cô, và bây giờ khi cả hai con đều đang học đại học, cô có ý định "làm việc thật nhiều". Cô ấy nhận xét rằng cô ấy cảm thấy rằng màn trình diễn tốt nhất của mình là "vẫn còn ở cô ấy", và cô ấy nghĩ rằng đó là điều giúp cô ấy tiếp tục. Hàng loạt bộ phim tiếp theo trong năm 2017 sẽ khiến giới truyền thông đặt cho sự hồi sinh trong sự nghiệp của cô là "Pfeiffer-sance". Trong bộ phim truyền hình độc lập Where Is Kyra?, cô đóng vai một người phụ nữ nhạy cảm và mong manh, mất mẹ và "đối mặt với cuộc khủng hoảng mà cô ấy phải tìm cách sống sót, trong khi che giấu những cuộc đấu tranh của mình với người yêu mới". Bộ phim được công chiếu lần đầu tại Liên hoan phim Sundance vào ngày 23 tháng 1 năm 2017, và nhận được bản phát hành giới hạn vào ngày 6 tháng 4 năm 2018, trước sự hoan nghênh của giới phê bình; vai diễn Kyra của cô được mệnh danh là "màn trình diễn của cuộc đời cô" bởi Bilge Ebiri của Village Voice, 139 và "màn trình diễn trong sự nghiệp của cô", bởi Rolling Stone.
Pfeiffer đã nhận được vai Ruth Madoff cho bộ phim truyền hình The Wizard of Lies của HBO Films, dựa trên cuốn sách cùng tên. Bộ phim của đạo diễn Barry Levinson tái hợp cô với nam diễn viên Robert De Niro, người đóng vai chồng cô, nhà tài chính bị thất sủng Bernard Madoff. The Wizard of Lies khởi chiếu trên HBO vào ngày 20 tháng 5 năm 2017, thu được đánh giá tích cực từ các nhà phê bình và 1,5 triệu khán giả, lượng người xem sớm nhất của HBO cho một bộ phim trong bốn năm. Tolucan Times nhận xét rằng Pfeiffer "đánh cắp chương trình với tư cách là vợ của Madoff, Ruth, và là một người trông đáng chú ý", trong khi Los Angeles Times khẳng định: "Với vai Ruth, Pfeiffer đã khắc họa một cách thuyết phục một người phụ nữ được nuông chiều không còn gì hoàn toàn – cô ấy mất nhà cửa, địa vị và quan trọng nhất là mối quan hệ với các con trai". Pfeiffer đã giành được đề cử Emmy đầu tiên cho màn trình diễn của cô ở hạng mục Nữ diễn viên phụ xuất sắc trong một loạt phim hoặc phim giới hạn.
Trong bộ phim kinh dị tâm lý Mother! (2017), với Jennifer Lawrence và Javier Bardem, Pfeiffer đã miêu tả một trong những vị khách bí ẩn đang phá vỡ cuộc sống yên bình của một cặp vợ chồng. Trong khi Mẹ! phân cực người xem và thúc đẩy ra mắt hàng loạt, bộ phim được các nhà phê bình đón nhận nhiều hơn. Bất chấp sự chia rẽ của nó, các nhà phê bình nhất trí ca ngợi đóng góp của Pfeiffer, một số người trong số họ cảm thấy rằng màn trình diễn của cô xứng đáng được đề cử Oscar. Vulture nhận xét: "Trong số các diễn viên chính, Pfeiffer là người có khả năng bắt rễ ý nghĩa của nhân vật – cô ấy chuẩn bị kết hôn với việc khám phá sự sáng tạo trong Kinh thánh, âm hưởng thần thoại và bình luận địa ngục. Có một lực hấp dẫn đối với màn trình diễn của Pfeiffer cho phép cô ấy thành công ở đâu các diễn viên chính khác đều thất bại, hãy tiết kiệm cho những lần xuất hiện ngắn ngủi – cô ấy vạch ra ranh giới giữa việc thể hiện một biểu tượng và cho nhân vật đủ nội tâm để cảm thấy mình giống như một người phụ nữ bằng xương bằng thịt".
Pfeiffer đã đóng một vai phụ trong Murder on the Orient Express (2017) của đạo diễn Kenneth Branagh, chuyển thể thứ tư của tiểu thuyết cùng tên năm 1934 của Agatha Christie. Bộ phim chính kịch – bí ẩn kể về thám tử lừng danh thế giới Hercule Poirot, người tìm cách phá một vụ giết người trên chuyến tàu nổi tiếng ở châu Âu vào những năm 1930. Pfeiffer đã đóng một vai xã hội già dặn với Johnny Depp, Penélope Cruz và Judi Dench. Pfeiffer đã hát bài hát "Never Forget", bài hát này chơi trong phần tín dụng kết thúc của bộ phim và xuất hiện trên nhạc nền chính thức của bộ phim. Bộ phim đã thu về 351,7 triệu đô la Mỹ trên toàn thế giới và nhận được đánh giá tốt từ các nhà phê bình, với lời khen ngợi cho các màn trình diễn, nhưng chỉ trích vì không thêm bất cứ điều gì mới cho các bản chuyển thể trước đó. Mặc dù hầu hết các nhà phê bình đều đồng ý rằng dàn diễn viên tổng hợp không được sử dụng nhiều, nhưng diễn xuất của Pfeiffer đã nhận được những đánh giá tích cực, với Richard Roeper của Chicago Sun-Times cho rằng nữ diễn viên mang lại màn trình diễn xuất sắc nhất cho bộ phim. Anthony Lane của tờ New Yorker nhận thấy Pfeiffer là diễn viên duy nhất có vẻ thích thú với tài liệu của họ. David Edelstein của Vulture đã mô tả nữ diễn viên là "một kẻ rưỡi... ăn cắp mọi cảnh quay". Mick LaSalle, viết cho San Francisco Chronicle, đã xác định Pfeiffer là "phần tuyển diễn viên thú vị nhất" của bộ phim, ghi nhận màn trình diễn của cô ấy với việc nhắc nhở khán giả rằng cô ấy là một trong những nữ diễn viên điện ảnh xuất sắc nhất hiện nay và "giúp [ing] Branagh làm cho trường hợp làm lại của anh ấy so với bản gốc".
Ra mắt trong Vũ trụ Điện ảnh Marvel, Pfeiffer đóng vai chính Janet van Dyne, Wasp đời đầu (Evangeline Lilly), trong Ant-Man and the Wasp (2018), phần tiếp theo của Ant-Man năm 2015. Vào vai vợ của Hank Pym (Michael Douglas), Ant-Man and the Wasp theo chân các nhân vật của bộ phim gốc khi họ cố gắng tìm lại Janet từ Vương quốc lượng tử, nơi cô đã bị mất tích trong vài thập kỷ. Ant-Man and the Wasp được coi là sự trở lại của Pfeiffer với các bộ phim siêu anh hùng, đây là vai diễn đầu tiên trong truyện tranh của cô kể từ Catwoman của Batman Returns 26 năm trước. Các nhà phê bình cảm thấy Pfeiffer đã sử dụng tốt thời lượng sử dụng màn hình giới hạn của mình. Owen Gleiberman của Variety mô tả sự hiện diện của cô ấy là "đáng yêu" và "đăm chiêu", trong khi Josh Spiegel của /Film tin rằng bộ phim thiếu nữ diễn viên, mô tả sự xuất hiện của cô ấy là "ngắn ngủi một cách tàn nhẫn". Cô ấy đã đóng lại vai diễn này một thời gian ngắn vào năm sau trong Avengers: Endgame.
Năm 2019, Pfeiffer đóng vai chính cùng Angelina Jolie và Elle Fanning trong phần tiếp theo giả tưởng đen tối Maleficent: Mistress of Evil với vai Nữ hoàng phản diện Ingrith, mẹ của Hoàng tử Philip, vị hôn thê của Aurora (Fanning). Mặc dù bộ phim nhận được nhiều đánh giá trái chiều, các nhà phê bình chủ yếu khen ngợi màn trình diễn của Pfeiffer và Jolie. Mô tả Pfeiffer như một kẻ ăn cắp cảnh, Laura DeMarco của The Plain Dealer đã viết rằng cả hai nữ diễn viên gạo cội "rõ ràng rất thích vai diễn của họ".

### Những năm 2020: Thành công hơn nữa
Vào tháng 10 năm 2019, cô bắt đầu thực hiện bộ phim hài đen tối French Exit (2020), dựa trên tiểu thuyết nổi tiếng cùng tên của Patrick deWitt, do Azazel Jacobs đạo diễn. Trong bộ phim, cùng với Lucas Hedges và Tracy Letts, Pfeiffer đóng vai một góa phụ chuyển đến Paris, Pháp, cùng con trai (Hedges) và con mèo, người tình cờ là chồng tái sinh của cô (Letts). Bộ phim được công chiếu lần đầu tại Liên hoan phim New York. Màn trình diễn của Pfeiffer đã nhận được sự hoan nghênh của giới phê bình, với nhiều nhà phê bình cho rằng nó xứng đáng được đề cử Giải thưởng Viện hàn lâm. Peter Debruge của Variety nhận xét rằng cô ấy đã có một màn trình diễn "mà cô ấy sẽ được ghi nhớ". Pfeiffer nhận được đề cử Giải Quả cầu vàng cho Nữ diễn viên chính xuất sắc nhất – Phim hài hoặc Nhạc kịch cho màn trình diễn của cô.
Vào ngày 11 tháng 5 năm 2019, đã có thông báo rằng Pfeiffer sẽ hợp tác với nữ diễn viên Annette Bening cho bộ phim kinh dị tâm lý, Turn of Mind, do Gideon Raff làm đạo diễn.
Vào ngày 21 tháng 1 năm 2021, có thông báo rằng Pfeiffer đã được chọn vào vai Betty Ford trong bộ phim truyền hình Showtime sắp tới, The First Lady. Bộ phim đã ra mắt vào năm 2022.

### Dự án sắp tới
Pfeiffer đã đảm nhận vai diễn của cô là Janet Van Dyne Ant-Man and the Wasp: Quantumania (2023), cùng với Paul Rudd, Evangeline Lilly, Michael Douglas, Jonathan Majors, và Bill Murray. Vào ngày 6 tháng 5 năm 2022, nó đã thông báo rằng Pfeiffer đã có vai chính trong chương trình truyền hình sắp tới Wild Four O'Clocks, đạo diễn bởi Peter Craig, và sản xuất bởi Marc Platt và Adam Siegel. Pfeiffer cũng đã có vai trong Francis Ford Coppola's Megalopolis.

## Nghệ thuật

### Phong cách diễn xuất
Pfeiffer khẳng định rằng cô chưa bao giờ được đào tạo diễn xuất chính thức. Thay vào đó, cô cho rằng đạo diễn Milton Katselas đã dạy cho cô sự khác biệt giữa cách một diễn viên nghĩ rằng nhân vật của họ sẽ cư xử trong một cảnh cụ thể và cách diễn viên tự hành xử trong cùng một cảnh. Angelica Jade Bastién của Vulture.com đã mô tả Pfeiffer là "một nữ diễn viên có chiều sâu, bề rộng và sự bền bỉ" đến mức "cô ấy xóa bỏ lập luận rằng một diễn viên chưa qua đào tạo có năng lực kém hơn các đồng nghiệp được đào tạo của cô ấy". Pfeiffer cho biết đôi khi cô cảm thấy bị lừa đảo khi là một diễn viên do không được đào tạo bài bản. Năm 1992, Rolling Stone Gerri Hirshey của Pfeiffer nhận định Pfeiffer là một nữ diễn viên có tính cách thoải mái khi mặc những bộ trang phục không cầu kỳ. Các nhà phê bình phim đã mô tả nữ diễn viên là "một nữ diễn viên nhân vật trong cơ thể của một còi báo động màn hình". Được vẽ theo hướng đóng những người phụ nữ "không hoàn hảo" có "một chút hư hỏng", Pfeiffer tuyên bố cô hiếm khi nhận những vai quyến rũ truyền thống vì cô thấy ít người trong số họ thú vị, chọn đóng những nhân vật làm "động lòng" cô, thay vào đó: "Tôi biết rằng nếu tôi có thể nghe thấy nhân vật khi tôi đang đọc, thì điều đó đã tạo ra một số kết nối [với tôi]". Thường được khen ngợi vì đã che giấu cảm xúc và cảm xúc thật của cô ấy, phim cổ trang, một thể loại đã trở thành thương hiệu của cô. Bản thân Pfeiffer đã thừa nhận là người đặc biệt thành thạo trong lĩnh vực này nhưng cũng tin rằng việc ngụy trang cảm xúc của một người không phải là hiếm về những gì chúng tôi đang thực sự nghĩ. Pfeiffer đã gọi hoạt động như một nghề "bạo dâm" do đôi khi cô phát hiện ra quá trình này "tàn bạo" như thế nào.
Trong một hồ sơ năm 2021 về nữ diễn viên, Lynn Hirschberg của W đã viết rằng những vai diễn hay nhất của Pfeiffer "dường như liên quan đến một người phụ nữ đang chiến tranh với chính mình... Pfeiffer có cách thể hiện sự thông minh và tự nhận thức của các nhân vật trước những sai sót và tổn thương của họ". Trong suốt những năm 1980, Pfeiffer thường đóng các nhân vật nữ thông minh, hài hước, hấp dẫn tình dục và mạnh mẽ, trong khi Rebecca Flint Marx của AllMovie tin rằng cô ấy theo đuổi "nhiều loại vai... tạo cơ hội cho cô ấy thể hiện mình tính linh hoạt trong suốt những năm 1990. Theo Rachel Syme của The New Yorker, những nhân vật như vậy thường "vừa buồn cười vừa quỷ quyệt, nữ tính cao và khả năng bảo trì cao, dễ thương và... được trang bị móng vuốt". Adam Platt của New Woman quan sát thấy rằng các nhân vật của Pfeiffer có xu hướng "chơi thế giới ở một khoảng cách xa, và thường khôn ngoan hơn tuổi của họ. Họ rất lãng mạn, nhưng không quá lãng mạn. Họ có thể là rác rưởi... nhưng tất cả đều giữ được không khí bất khả xâm phạm, một phong thái cổ điển nhất định". Trong một bài đánh giá cho tờ Miami New Times, đạo diễn kiêm nhà phê bình phim Bilge Ebiri quan sát thấy rằng Pfeiffer "thường đóng vai những người phụ nữ có phần bị loại bỏ khỏi thế giới", giải thích thêm, "Không phải cô ấy không thích hợp hoặc xa cách đến mức truyền tải, mà là sự dự trữ gợi ý... u sầu, đau đớn, những giấc mơ bị trì hoãn". Pfeiffer cho biết cô thích những vai chính kịch hơn là hài, cho rằng vai sau khó hơn vì một vai được thử thách là phải hài hước nhưng vẫn chân thực. Quan sát sự tương đồng giữa các vai diễn của Pfeiffer và "mối quan tâm đến việc khiến người khác nhìn xa hơn ấn tượng ban đầu của họ về cô ấy", người đóng góp ở hậu trường Manuel Betancourt đã viết rằng nữ diễn viên "từ lâu đã hoàn thiện khả năng hóa thân vào những người phụ nữ có mâu thuẫn nội tâm vừa bộc lộ vừa che giấu bằng chính những cử chỉ của họ".
Biên tập viên cấp cao của Town & Country, Adam Rathe tin rằng Pfeiffer không giống như hầu hết các nhân vật mà cô đóng. Pfeiffer cho biết cô có xu hướng trở nên nghiện các nhân vật của mình một khi cô nhập vai. Mô tả các kịch bản như một "bản đồ kho báu", Pfeiffer cho biết tìm kiếm các kịch bản mới "để tìm manh mối về các nhân vật của cô ấy trong khi tìm kiếm những điểm tương đồng với đời sống tình cảm của chính cô ấy". Tự cho mình là "kén chọn" về các vai trò mà cô quyết định đóng, Pfeiffer nghiên cứu tài liệu khiến cô thích thú; Kate Erbland, cộng tác viên IndieWire tin rằng, với nỗ lực tránh lỗi đánh máy, nữ diễn viên thường chọn những vai khiến người khác bối rối đã bảo vệ những lựa chọn diễn xuất độc đáo của mình, viết "Pfeiffer tạo ra thế giới tự do đầy cảm xúc của riêng cô ấy", trong đó "Cô ấy giải phóng khán giả khỏi những định kiến và khuôn mẫu. Cô ấy ít đi những con đường diễn xuất hơn và khiến chúng tôi là những cộng tác viên hạnh phúc trong hành trình của cô ấy. Sự nghiệp của cô ấy cho đến nay là một vòng cung của chiến thắng và lòng dũng cảm". Các nhà làm phim và bạn diễn đồng ý rằng Pfeiffer cực kỳ tận tâm với công việc của mình, phát triển danh tiếng về năng lực và sự chuẩn bị. Khả năng diễn xuất của cô tiếp tục nhận được lời khen ngợi từ các đạo diễn mà cô đã làm việc; Martin Scorsese mô tả Pfeiffer là "một nữ diễn viên có thể khắc họa xung đột nội tâm với đôi mắt và khuôn mặt đẹp hơn bất kỳ ngôi sao điện ảnh nào khác trong thế hệ của cô ấy", trong khi Jonathan Demme tuyên bố "Tôi thật khó tưởng tượng bất kỳ ai, ở một mức độ phẩm chất, sẽ có lợi thế hơn cô ấy. Pfeiffer từ chối xem tác phẩm của chính cô ấy, tự mô tả mình là "một người cầu toàn", người không tìm thấy "không có gì hoàn hảo trong những gì tôi làm". Ngoài việc loại bỏ các kịch bản cũ, Pfeiffer không giữ lại các bài phê bình phim, tạp chí hoặc bìa về màn trình diễn của cô ấy".

### Tiếp nhận và kế thừa
Pfeiffer được nhiều người coi là một trong những nữ diễn viên tài năng nhất ở Hollywood, cũng như là một trong những nữ diễn viên vĩ đại nhất trong thế hệ của cô. Tiểu thuyết gia Steve Erickson viết rằng Pfeiffer đã đe dọa trở thành một trong những nữ diễn viên Mỹ xuất sắc nhất thế hệ của cô ngay khi cô ba mươi tuổi. Mặc dù nhận xét rằng phim của cô không có uy tín so với một số tác giả cùng thời, Bastién tin rằng bức ảnh xuyên suốt của Pfeiffer là hấp dẫn nhất trong số các đồng nghiệp của cô. Năm 2009, nhà phê bình phim Brian D. Johnson của Maclean cho rằng Pfeiffer vẫn chưa thể hiện được phạm vi diễn xuất thực sự của mình, tin rằng cô ấy có khả năng được tôn trọng như Meryl Streep nếu chỉ được phép có những cơ hội tương tự. Johnson tuyên bố rằng màn trình diễn của Pfeiffer đôi khi bị cản trở bởi vẻ đẹp của chính cô ấy và sự "thiếu tham vọng" rõ ràng trong việc lựa chọn "những vai diễn an toàn, không bị bắt buộc", nhưng đồng thời tin rằng chính sự thiếu tham vọng này lại "khiến cô ấy trở thành một diễn viên giỏi". Tương tự, Mick LaSalle của tờ San Francisco Chronicle nhận xét rằng sự khiêm tốn của Pfeiffer đôi khi khiến khán giả quên mất cô ấy thực sự là một trong những nữ diễn viên xuất sắc nhất hiện nay. Bastién đã viết rằng, ngoài Pfeiffer, "Không có nữ diễn viên hiện đại nào khơi gợi tốt hơn sự căng thẳng phong phú giữa việc hiểu tiền tệ đi kèm với việc trở thành một người đẹp tuyệt vời và sự chán ghét khi bị nhìn thấy chút nào", trong khi Matt Mueller của Tạp chí Harrods tin rằng không nam diễn viên "đóng vai đau khổ xinh đẹp với sự tinh tế và tao nhã hơn Pfeiffer". Pfeiffer đặc biệt nổi tiếng vì sự linh hoạt của mình, đã tích lũy được một kho tàng đa dạng trải dài từ các bộ phim lãng mạn, giả tưởng, nhạc kịch, hài kịch và chính kịch. Đến năm 2016, Salon Charles Taylor tuyên bố rằng không có diễn viên nào của thập kỷ trước có thể sánh ngang với nữ diễn viên về độ đa tài. Năm 2021, Adreon Patterson của CinemaBlend đăng quang giải Nữ diễn viên đa năng nhất Pfeiffer Hollywood. Tóm tắt sự nghiệp của cô theo chủ nghĩa chiết trung của nó, người đóng góp cho IndieWire, Kate Erbland tin rằng Pfeiffer hiếm khi lặp lại lựa chọn diễn xuất của cô.  Về sự khác biệt này, Pfeiffer giải thích rằng cô luôn cảm thấy có xu hướng đóng nhiều loại nhân vật nhất có thể, ngay cả khi mới vào nghề khi các lựa chọn của cô bị hạn chế.
Pfeiffer là một trong những nữ diễn viên thành công nhất trong những năm 1980 và 1990, cô thường đóng ít nhất một bộ phim mỗi năm kể từ những năm 1970. Một trong những nữ diễn viên được trả lương cao nhất của thập kỷ sau, cô thường kiếm được từ 9 đến 10 triệu đô la cho mỗi bộ phim. Trong một bài báo cho rằng hầu hết các diễn viên Hollywood được trả lương quá cao, nhà phê bình phim Mick LaSalle lưu ý Pfeiffer là một ngoại lệ, tuyên bố cô ấy "không bao giờ có màn trình diễn tồi và luôn thu hút khán giả". Theo UPI, Pfeiffer là một trong số ít nữ diễn viên có mức lương đóng phim tương ứng với doanh thu phòng vé của họ tính đến năm 1996. Ngoài The Witches of Eastwick, rất ít phim của nữ diễn viên trong thời kỳ này đạt được thành công phòng vé lớn,  một quan sát mà Pfeiffer không bao giờ đề cập đến các hãng phim vì sợ rằng họ sẽ ngừng tuyển dụng cô ấy hoàn toàn. Năm 1995, nhà báo Bernard Weinraub của The New York Times cho biết Pfeiffer thuộc nhóm nữ diễn viên được kính trọng, những người "không được coi là một doanh thu phòng vé lớn". Tuy nhiên, các màn trình diễn của cô liên tục nhận được sự hoan nghênh bất chấp doanh thu bán vé tầm thường và một số phim bị các nhà phê bình cho là đáng quên. Đến năm 1999, Variety gọi Pfeiffer là "ngôi sao điện ảnh nữ có nhiều khả năng cải thiện sức hút phòng vé nhất của bộ phim". Đóng góp cho Encyclopedia.com, Robyn Karney đã viết rằng trong số một số nữ diễn viên tóc vàng, hấp dẫn ra mắt trong những năm 1980, "Pfeiffer dường như được cắt chính xác nhất từ tấm vải truyền thống lâu đời của Hollywood – một người gợi cảm, xinh đẹp, thông minh, hiện đại. Hãy trả lời, chẳng hạn, Carole Lombard, được ban tặng một món quà tinh tế dành cho những người nói một cách dí dỏm, khả năng vượt qua các rào cản giai cấp và mang lại niềm tin cho một loạt các nhân vật tương phản trên nhiều phạm vi". Thường được so sánh với nữ diễn viên Julia Roberts, các nhà phê bình thường thừa nhận rằng Pfeiffer là "một nữ diễn viên nghiêm túc hơn nhưng ít thương hiệu hơn Roberts". Tuy nhiên, Karney cảm thấy chất lượng các bộ phim của mình ngày càng giảm sút vào cuối những năm 1990 "nhấn mạnh rằng quá trình sự nghiệp của Pfeiffer... đã bị định đoạt bởi thời đại mà cô ấy phát triển" và "sự thật không thể công bố rằng nữ chính phim ngôi sao của thời kỳ hoàng kim không còn nữa". Pfeiffer cảm thấy các nhà phê bình không hoàn toàn hiểu các quyết định diễn xuất của cô, điều mà Rathe gán cho "hình ảnh ký tự đại diện" mà cô đã duy trì trong suốt sự nghiệp của mình. Pfeiffer giải thích thêm, "Một số màn trình diễn mà tôi cảm thấy hay nhất là những màn mà tôi đã đánh giá cao", trong khi "Những màn khiến tôi quặn lòng thường là khi tôi nhận được những đánh giá tốt nhất".
Pfeiffer được mệnh danh là một trong những ngôi sao điện ảnh lớn nhất thế giới, khẳng định mình là một "ngôi sao lớn" mặc dù vẫn chưa nhận được cát-xê cao nhất trong một bộ phim bom tấn. Năm 2002, Amy Longsdorf của The Morning Call mô tả Pfeiffer là "một trong những ngôi sao điện ảnh nổi tiếng và được giới phê bình đánh giá cao nhất trên thế giới". Theo Carmenlucia Acosta của L'Officiel, "Rất ít nữ diễn viên có được may mắn thể hiện những vai diễn vượt thời gian vẫn còn được yêu thích cho đến ngày nay", gọi Pfeiffer là "một trong những nhân vật được ca ngợi nhất của Hollywood". Được trao ngôi sao điện ảnh trên Đại lộ Danh vọng Hollywood năm 2007, Pfeiffer vẫn là một trong những nữ diễn viên được săn đón nhất Hollywood trong hơn bốn thập kỷ. Năm 2020, Kenosha News bình chọn nữ diễn viên được yêu thích thứ 26 của Mỹ. Bất chấp sự nổi tiếng của mình, Krizanovich vẫn mệnh danh là nữ diễn viên bị đánh giá thấp nhất Hollywood của Pfeiffer. Tương tự, Matthew Jacobs của HuffPost Canada tin rằng Pfeiffer tiếp tục bị đánh giá thấp mặc dù cô đã được khen ngợi,  vì nhân vật công khai của cô chưa bao giờ sánh ngang với những người cùng thời. Globe Mark Shanahan của tờ Boston nhận xét rằng, bất chấp thành công và danh tiếng của Pfeiffer, cô ấy đôi khi bị bỏ qua trong các cuộc thảo luận về những người phụ nữ hàng đầu vĩ đại nhất của Hollywood do sự nỗ lực của cô ấy và "người trong sáng [ce] trên màn ảnh. Cô ấy cũng đáng yêu một cách lạ thường, mà, than ôi, thậm chí có thể che khuất diễn xuất nghiêm túc". Mô tả Pfeiffer là "Cô gái hài kịch không được báo trước", Jacobs ca ngợi cô là "một trong những diễn viên hài tuyệt vời của thời đại chúng ta, mặc dù cô hiếm khi được công nhận như vậy". Tác giả xác định sự tinh tế là một trong những điểm mạnh của cô ấy vì "từ tính của cô ấy không bao giờ lấn át các bộ phim cô ấy tham gia. Ngay cả khi cô ấy là người tài năng nhất trên màn ảnh (và cô ấy thường là vậy), cô ấy vẫn cho phép dàn diễn viên tỏa sáng".

## Hình ảnh công chúng
Pfeiffer từ lâu đã được mô tả là một trong những nữ diễn viên xinh đẹp nhất của Hollywood, một danh hiệu Mick Brown của Daily Telegraph coi là vừa là đặc điểm xác định vừa là một lời nguyền. Sau khi được giao những vai ban đầu chủ yếu dựa vào ngoại hình của cô ấy, Pfeiffer ban đầu đấu tranh để thuyết phục các đạo diễn xem cô ấy nghiêm túc với tư cách là một diễn viên vì họ nghi ngờ cô ấy không chỉ đơn giản là hấp dẫn, đã đấu tranh bằng cách tích cực tìm kiếm thử thách những vai trò mà vẻ đẹp hình thể không phải là một đặc điểm thiết yếu. Candice Russell của Sun-Sentinel đã mô tả Pfeiffer là "được xây dựng một cách đáng kinh ngạc... đến nỗi ngoại hình của cô ấy có xu hướng vượt lên khả năng của cô ấy", đặt câu hỏi liệu cô ấy có thể lật đổ điều này vào thời điểm cô ấy nhận được đề cử Giải thưởng Viện hàn lâm thứ hai vào năm 1989. Rachel Syme của The New Yorker nhận xét rằng, những ngày đầu trong sự nghiệp của cô, các nhà phê bình đã phải vật lộn để "mô tả tác phẩm của cô mà không làm suy yếu nó" bằng cách tất yếu tập trung vào ngoại hình của Pfeiffer, "như thể vẻ đẹp và tài năng của cô là những lực lượng đối lập cần được dung hòa bằng cách nào đó". The Daily Beast' Elizabeth Kaye công nhận Pfeiffer là một tài năng hiếm có của Hollywood, người hiểu rằng thực sự có thể hấp dẫn cả về thể chất lẫn một nghệ sĩ biểu diễn nghiêm túc, tin rằng nữ diễn viên đạt được điều này bằng cách kết hợp "sự nhạy cảm của một người phụ nữ hiện đại" với "vẻ đẹp quyến rũ của tuổi 30 biểu tượng". Mô tả Pfeiffer là người nổi tiếng, xinh đẹp, lanh lợi và đáng nhớ, Karen Krizanovich của The Daily Telegraph nhận xét rằng, sau khi ban đầu bị thu hút bởi vẻ đẹp của cô, các nhà phê bình và khán giả vẫn bị thu hút bởi màn trình diễn của cô. Tương tự, Thị trấn & Quốc gia' Adam Rathe viết rằng "Vẻ đẹp không thể phủ nhận của Pfeiffer đã giúp cô ấy bước qua cánh cửa của Hollywood, nhưng chính sự thông minh và hài hước mà cô ấy mang đến cho những vai diễn được lựa chọn cẩn thận... mới thực sự khiến cô ấy trở thành một ngôi sao".
Thường xuyên được coi là một trong những phụ nữ đẹp nhất trên thế giới, các nhà phê bình phim và nhà báo đã liên tục thảo luận về vẻ đẹp được nhận thức của Pfeiffer về độ dài, lấy cho cô ấy biệt danh "The Face" trên các phương tiện truyền thông. Các nhiếp ảnh gia nổi tiếng Nigel Parry và Patrick McMullen cho rằng cô ấy nằm trong số những người phụ nữ đẹp nhất mà họ đã chụp ảnh. Năm 2020, Vogue Paris đã liệt kê Pfeiffer vào danh sách 21 nữ diễn viên Mỹ đẹp nhất mọi thời đại. Xếp cô ấy trong số những nữ diễn viên đẹp nhất trong lịch sử, Glamour mệnh danh Pfeiffer là "gương mặt hoàn hảo nhất trên màn bạc". Cũng chính tạp chí này đã công nhận nữ diễn viên là một trong những biểu tượng thời trang vĩ đại nhất của những năm 1980, gọi cô là "gái hư" của thập kỷ và là "một trong những nữ thần điện ảnh được yêu thích nhất mọi thời đại của chúng ta". Tương tự, Harper's Bazaar đã trao cho Pfeiffer danh hiệu "biểu tượng sắc đẹp" quyến rũ thứ tư trong thập kỷ, trong khi Complex xếp cô là "người phụ nữ nóng bỏng nhất của thập niên 80" thứ 49. Là một trong những biểu tượng tình dục nổi tiếng nhất của những năm 1980 và 1990, Men's Health lần lượt xếp Pfeiffer thứ 45 và 67 trên bảng xếp hạng những phụ nữ nóng bỏng nhất mọi thời đại và biểu tượng tình dục của họ, mô tả cô là "một trong những người đẹp lâu bền nhất Hollywood". Theo Alice Cary của tạp chí Vogue Anh, một số bộ trang phục mà nữ diễn viên mặc "đã trở thành dấu ấn của văn hóa đại chúng". Năm 1990, Pfeiffer xuất hiện trên trang bìa đầu tiên của tạp chí People hàng năm "50 người đẹp nhất thế giới". Cô lại được xuất hiện trên trang bìa vào năm 1999 — người nổi tiếng đầu tiên xuất hiện trên trang bìa của số báo hai lần và là người nổi tiếng duy nhất xuất hiện trên trang bìa hai lần trong những năm 1990 — đã được đăng trên tạp chí "Most Beautiful", một kỷ lục sáu lần trong suốt thập kỷ (từ 1990 đến 1993, và vào năm 1996 và 1999). Năm 2004, tạp chí vinh danh cô là một trong những phụ nữ đẹp nhất mọi thời đại. Rebecca Flint Marx, nhà viết tiểu sử của AllMovie đã viết rằng Pfeiffer sở hữu "một vẻ đẹp hiếm có đã truyền cảm hứng cho vô số hạnh phúc và một vị trí gần như vĩnh viễn trong danh sách 50 Người đẹp nhất của People".
Pfeiffer nổi tiếng tự ti về ngoại hình của mình. Ít nhất hai bộ phim của cô, Stardust (2007) và Chéri (2009), khám phá những người phụ nữ xinh đẹp, bị ám ảnh bởi tuổi trẻ đang đấu tranh để chấp nhận lão hóa, chủ đề mà Pfeiffer đã xác định cá nhân. Pfeiffer tuyên bố cô ấy vẫn chưa phẫu thuật thẩm mỹ nhưng thừa nhận cô ấy cởi mở với các thủ tục thẩm mỹ nhỏ. Theo một số bác sĩ phẫu thuật thẩm mỹ, cô ấy sở hữu một số đặc điểm nổi tiếng được khách hàng yêu cầu và săn lùng nhiều nhất. Năm 2001, bác sĩ phẫu thuật thẩm mỹ Stephen R. Marquardttuyên bố Pfeiffer sở hữu gương mặt đẹp nhất Hollywood. Được đặt biệt danh là "tỷ lệ vàng", Marquardt khẳng định khuôn mặt của Pfeiffer tuân theo một công thức toán học trong đó ông xác định khuôn miệng lý tưởng của một người rộng gấp 1,618 lần mũi của họ. Một số ấn phẩm truyền thông đã mô tả Pfeiffer là một "vẻ đẹp không tuổi". Folha de S.Paulo mô tả nữ diễn viên là "một minh chứng rõ ràng cho tuổi tác, trái ngược với những gì ngành công nghiệp trẻ duy trì, mang lại phần thưởng, không chỉ là nếp nhăn". Nổi tiếng là "ngại báo chí" và kín đáo như các nhân vật cô đóng, Matthew Jacobs của HuffPost đã đăng quang Pfeiffer Hollywood là ví dụ điển hình về "một ngôi sao điện ảnh không đi lại với cảm giác như một ngôi sao điện ảnh", điều này có lợi cho khả năng đóng các nhân vật chân thực mà không để sự nổi tiếng ảnh hưởng đến tài năng của cô. Pfeiffer nổi tiếng là không thích các cuộc phỏng vấn báo chí, tự nhận mình là "người được phỏng vấn tệ nhất từng có". Nhà phê bình phim Michael Sragow của Baltimore Sun nhận xét rằng đôi khi nữ diễn viên có thể tỏ ra "bối rối hoặc khó nắm bắt" trong các cuộc phỏng vấn. Vikram Murthi của The Nation tin rằng sự ác cảm của Pfeiffer đối với sự công khai "đã cho cô ấy một bầu không khí hấp dẫn, của một người hướng ánh đèn sân khấu hơn là đuổi theo nó". Pfeiffer giải thích rằng việc quảng cáo phim của chính cô ấy từng khiến cô ấy bị kích động, nhưng cô ấy luôn "nắm vững nghệ thuật" để duy trì một phong thái điềm đạm, lịch sự khi thực hiện những trách nhiệm như vậy. Tuy nhiên, cô vẫn tin tưởng rằng việc quảng bá một dự án phim không phải là trách nhiệm của một diễn viên.
Các nhà bình luận truyền thông lưu ý rằng Pfeiffer đã bất ngờ trở thành "nàng thơ nhạc pop" vào năm 2014; Tên của cô được nhắc đến trong hai bài hát nổi tiếng nhất của năm: "Uptown Funk" của Mark Ronson với Bruno Mars, và "Riptide" của Vance Joy. Joy đặc biệt được truyền cảm hứng bởi sự hóa thân của Pfeiffer từ Selina Kyle thành Catwoman trong Batman Returns, trong khi Ronson trích dẫn The Fabulous Baker Boys là bộ phim Pfeiffer yêu thích của anh ấy. Các vận động viên cricket của Úc nói về "có được một Michelle" hiệp đấu. Trong cách nói cricketing, đây được gọi là "năm cho", một từ gần đồng âm của "Pfeiffer", dẫn đến biệt danh "Michelle".

## Đời tư

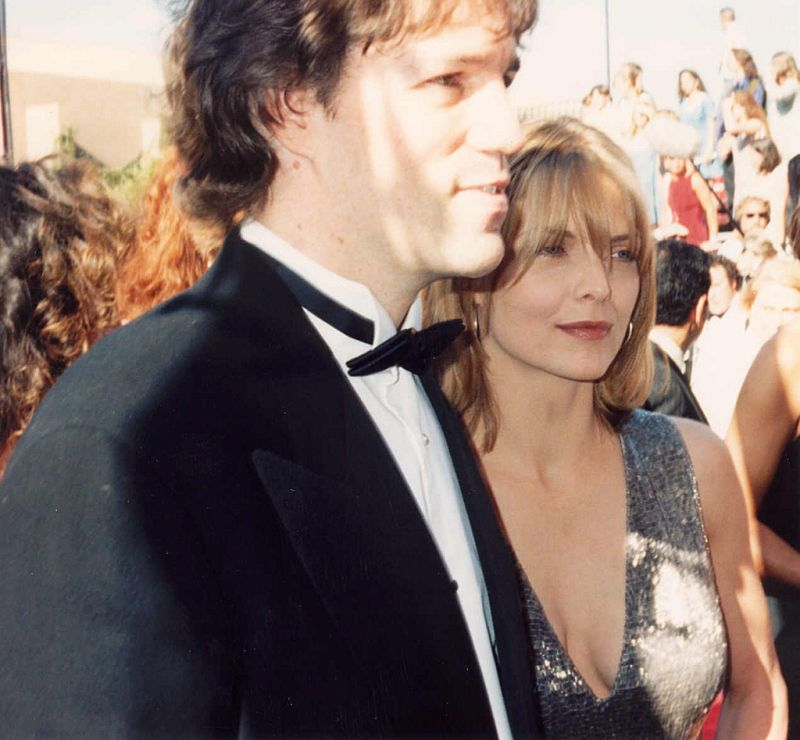
Pfeiffer với chồng David E. Kelley tại Lễ trao giải Primetime Emmy lần thứ 46 năm 1994

Trong khi tham gia các lớp học diễn xuất ở Los Angeles, Pfeiffer được nhận vào bởi một cặp đôi có vẻ thân thiện, người điều hành một giáo phái siêu hình học và ăn chay. Họ đã giúp cô cai rượu, hút thuốc và nghiện ma túy, và theo thời gian, cặp đôi đã kiểm soát toàn bộ cuộc sống của cô. Phần lớn tiền của cô ấy đã được chuyển đến nhóm. "Tôi đã bị tẩy não... Tôi đã cho họ một số tiền rất lớn".
Tại một lớp học diễn xuất do Milton Katselas dạy ở Los Angeles, cô gặp nam diễn viên vừa chớm nở Peter Horton, và họ bắt đầu hẹn hò. Pfeiffer và Horton kết hôn tại Santa Monica vào năm 1981, và trong tuần trăng mật của họ, cô phát hiện ra mình đã giành được vai chính trong Grease 2. Horton đã đạo diễn Pfeiffer trong chương trình đặc biệt của đài ABC năm 1985, One Too Many, trong đó cô đóng vai bạn gái trung học của một học sinh nghiện rượu (Val Kilmer); và vào năm 1987, cặp đôi ngoài đời thực đã đóng vai một cặp đôi trên màn ảnh trong phân đoạn 'Bệnh viện' trong tổng hợp tiểu phẩm hài của John Landis, Amazon Women on the Moon.
Năm 1988, Pfeiffer có quan hệ tình cảm với John Malkovich, bạn diễn của cô trong Dangerous Liaisons, người vào thời điểm đó đã kết hôn với Glenne Headly.
Pfeiffer và Horton quyết định ly thân vào năm 1988, và ly hôn hai năm sau đó; Horton sau đó đổ lỗi cho sự chia rẽ là do họ tận tâm với công việc hơn là vì cuộc hôn nhân của họ. Sau cuộc hôn nhân với Horton, Pfeiffer có mối quan hệ ba năm với nam diễn viên / nhà sản xuất Fisher Stevens. Họ gặp nhau khi Pfeiffer đang tham gia sản xuất Đêm thứ mười hai của Lễ hội Shakespeare ở New York, trong đó Stevens đóng vai Ngài Andrew Aguecheek.
Năm 1993, Pfeiffer kết hôn với nhà văn kiêm nhà sản xuất truyền hình David E. Kelley. Cô xuất hiện ngắn ngủi không được công nhận trong một tập của loạt phim truyền hình Picket Fences của Kelley và đóng vai nhân vật chính trong To Gillian on Her 37 Birthday, mà Kelley đã viết kịch bản. Pfeiffer đã tham gia thủ tục nhận con nuôi riêng trước khi cô gặp Kelley. Vào tháng 3 năm 1993, cô nhận nuôi một cô con gái mới sinh, Claudia Rose, được làm lễ rửa tội vào ngày cưới của Pfeiffer và Kelley. Năm 1994, Pfeiffer sinh một con trai, John Henry Kelley II, được đặt theo tên của ông nội – bố vợ của Pfeiffer – Huấn luyện viên John Henry "Jack" Kelley trong Đại sảnh Danh dự Khúc côn cầu Hoa Kỳ.

## Công việc kinh doanh khác

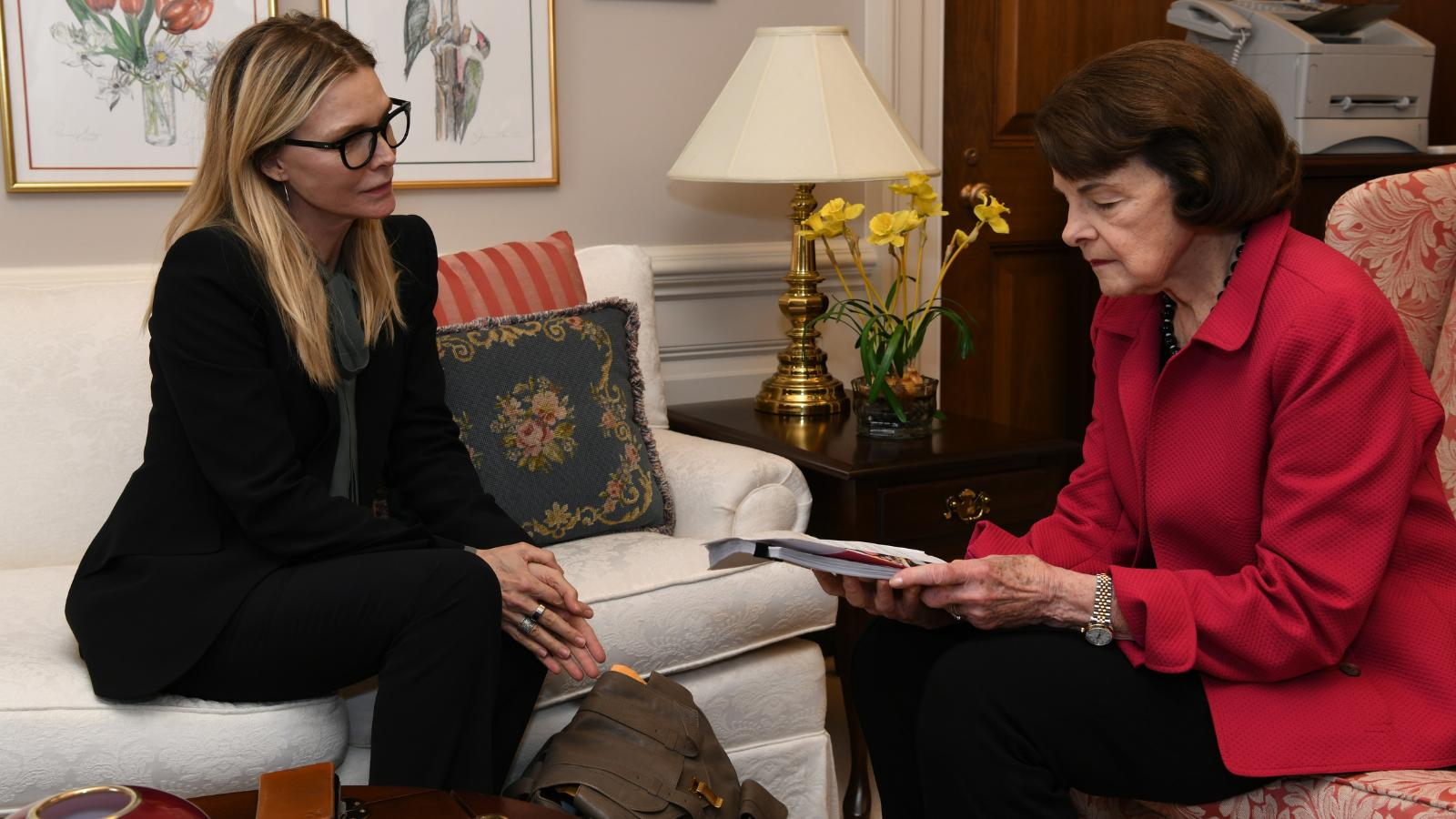
Pfeiffer gặp Thượng nghị sĩ Dianne Feinstein để ủng hộ Đạo luật An toàn Sản phẩm Chăm sóc Cá nhân vào năm 2019

### Sản phẩm và xác nhận
Năm 2005, Pfeiffer là gương mặt đại diện cho chiến dịch mùa xuân của Giorgio Armani; nhà thiết kế đã thường xuyên mặc quần áo cho cô ấy để xuất hiện trước công chúng. InStyle tháng 3 năm 2019, cô đã thông báo ý định ra mắt bộ sưu tập nước hoa hảo hạng mang tên Henry Rose. Dòng ra mắt vào tháng 4 năm 2019.

### Từ thiện
Từng là một người hút thuốc trong mười năm, và có một cháu gái bị ung thư máu trong mười năm, Pfeiffer quyết định hỗ trợ Hiệp hội Ung thư Hoa Kỳ. Công việc từ thiện của cô cũng bao gồm cả sự ủng hộ của cô đối với Xã hội Nhân đạo. Năm 2016, cô cũng tham dự Gala Khỏe mạnh của Trẻ em Khỏe mạnh Thế giới tại LA dành cho những người lãnh đạo các tổ chức vì sức khỏe môi trường của trẻ em và bảo vệ những người dễ bị tổn thương nhất. Vào tháng 12 cùng năm, Pfeiffer, một người ăn chay trường, tham gia ban giám đốc của Nhóm Công tác Môi trường, một nhóm vận động có trụ sở tại Washington, DC.

## Danh sách phim

### Điện ảnh
| Năm  | Phim                                           | Vai diễn                   | Ghi chú |
| ---- | ---------------------------------------------- | -------------------------- | --- |
| 1980 | The Hollywood Knights                          | Suzie Q                    | |
| 1980 | Falling in Love Again                          | Sue Wellington             | |
| 1981 | Charlie Chan and the Curse of the Dragon Queen | Cordelia Farenington       | |
| 1982 | Grease 2                                       | Stephanie Zinone           | Đề cử—Young Artist Giải for Best Young Motion Picture Nữ diễn viên |
| 1983 | Scarface                                       | Elvira Hancock             | |
| 1985 | Into the Night                                 | Diana                      | |
| 1985 | Ladyhawke                                      | Isabeau d'Anjou            | Đề cử—Saturn Giải for Best Nữ diễn viên |
| 1986 | Sweet Liberty                                  | Faith Healy                | |
| 1987 | The Witches of Eastwick                        | Sukie Ridgemont            | |
| 1987 | Amazon Women on the Moon                       | Brenda Landers             | |
| 1988 | Married to the Mob                             | Angela de Marco            | Đề cử—Golden Globe Giải for Best Nữ diễn viên - Motion Picture Musical or Comedy |
| 1988 | Tequila Sunrise                                | Jo Ann Vallenari           | |
| 1988 | Dangerous Liaisons                             | Madame Marie de Tourvel    | BAFTA Giải for Best Nữ diễn viên in a Supporting Role Đề cử—Academy Giải for Best Supporting Nữ diễn viên Đề cử—Chicago Film Critics Association Giải for Best Supporting Nữ diễn viên Đề cử—National Society of Film Critics Giải for Best Supporting Nữ diễn viên |
| 1989 | The Fabulous Baker Boys                        | Susie Diamond              | Golden Globe Giải for Best Nữ diễn viên - Motion Picture Drama Chicago Film Critics Association Giải for Best Nữ diễn viên Los Angeles Film Critics Association Giải for Best Nữ diễn viên National Board of Review Giải for Best Nữ diễn viên National Society of Film Critics Giải for Best Nữ diễn viên New York Film Critics Circle Giải for Best Nữ diễn viên Đề cử—Academy Giải for Best Nữ diễn viên Đề cử—BAFTA Giải for Best Nữ diễn viên in a Leading Role Đề cử—American Comedy Giải for Funniest Nữ diễn viên in a Motion Picture (Leading Role) |
| 1990 | The Russia House                               | Katya Orlova               | Đề cử—Golden Globe Giải for Best Nữ diễn viên - Motion Picture Drama |
| 1991 | Frankie and Johnny                             | Frankie                    | Đề cử—Golden Globe Giải for Best Nữ diễn viên - Motion Picture Musical or Comedy |
| 1992 | Batman Returns                                 | Selina Kyle / Catwoman     | Đề cử—MTV Movie Giải for Most Desirable Female Đề cử—MTV Movie Giải for Best Kiss (với Michael Keaton) |
| 1992 | Love Field                                     | Lurene Hallett             | Silver Bear for Best Nữ diễn viên Đề cử—Academy Giải for Best Nữ diễn viên Đề cử—Golden Globe Giải for Best Nữ diễn viên - Motion Picture Drama Đề cử—New York Film Critics Circle Giải for Best Nữ diễn viên |
| 1993 | The Age of Innocence                           | Countess Ellen Olenska     | Elvira Notari Prize Đề cử—Golden Globe Giải for Best Nữ diễn viên - Motion Picture Drama Đề cử—Dallas-Fort Worth Film Critics Association Giải for Best Nữ diễn viên Đề cử—David di Donatello for Best Foreign Nữ diễn viên (Migliore Attrice Straniera) |
| 1994 | Wolf                                           | Laura Alden                | Đề cử—Saturn Giải for Best Nữ diễn viên |
| 1995 | Dangerous Minds                                | LouAnne Johnson            | Blockbuster Entertainment Giải for Favorite Nữ diễn viên - Drama Đề cử—MTV Movie Giải for Best Female Performance Đề cử—MTV Movie Giải for Most Desirable Female |
| 1996 | Up Close & Personal                            | Sally 'Tally' Atwater      | |
| 1996 | To Gillian on Her 37th Birthday                | Gillian Lewis              | |
| 1996 | One Fine Day                                   | Melanie Parker             | Blockbuster Entertainment Giải for Favorite Nữ diễn viên - Comedy/Romance Đề cử—Kids' Choice Giải for Favorite Movie Nữ diễn viên Executive producer |
| 1997 | A Thousand Acres                               | Rose Cook Lewis            | Verona Love Screens Film Festival Giải for Best Nữ diễn viên (với Jessica Lange và Jennifer Jason Leigh) Nhà sản xuất (uncredited) |
| 1998 | The Prince of Egypt                            | Tzipporah                  | Giọng nói |
| 1999 | The Deep End of the Ocean                      | Beth Cappadora             | |
| 1999 | A Midsummer Night's Dream                      | Titania                    | |
| 1999 | The Story of Us                                | Katie Jordan               | |
| 2000 | What Lies Beneath                              | Claire Spencer             | Blockbuster Entertainment Giải for Favorite Nữ diễn viên - Suspense Đề cử—Saturn Giải for Best Nữ diễn viên |
| 2001 | I Am Sam                                       | Rita Harrison Williams     | |
| 2002 | White Oleander                                 | Ingrid Magnussen           | Kansas City Film Critics Circle Giải for Best Supporting Nữ diễn viên San Diego Film Critics Society Giải for Best Supporting Nữ diễn viên Đề cử—Screen Actors Guild Giải for Outstanding Performance by a Female Actor in a Supporting Role Đề cử—Washington D.C. Area Film Critics Association Giải for Best Supporting Nữ diễn viên |
| 2003 | Sinbad: Legend of the Seven Seas               | Eris                       | Lồng tiếng |
| 2007 | Stardust                                       | Lamia                      | Đề cử—Saturn Giải for Best Supporting Nữ diễn viên |
| 2007 | Hairspray                                      | Velma Von Tussle           | Broadcast Film Critics Association Giải for Best Cast Hollywood Film Festival Giải for Ensemble of the Year Palm Springs International Film Festival Giải for Ensemble Cast Đề cử—Screen Actors Guild Giải for Outstanding Performance by a Cast in a Motion Picture |
| 2007 | I Could Never Be Your Woman                    | Rosie Hanson               | |
| 2008 | Personal Effects                               | Linda                      | |
| 2009 | Cheri                                          | Lea de Lonval              | |
| 2011 | New Year's Eve                                 | Ingrid                     | |
| 2012 | Dark Shadows                                   | Elizabeth Collins Stoddard | |
| 2012 | People Like Us                                 | Lillian                    | |
| 2013 | Malavita                                       | Maggie Blake               | |
| 2017 | Mother!                                        | Woman                      | |
| 2017 | Murder on the Orient Express                   | Caroline Hubbard           | |
| 2018 | Where Is Kyra?                                 | Kyra Johnson               | |
| 2018 | Ant-Man and the Wasp                           | Janet Van Dyne / Wasp      | |
| 2019 | Avengers: Endgame                              | Janet Van Dyne / Wasp      | |
| 2019 | Maleficent: Mistress of Evil                   | Queen Ingrith              | |
| 2020 | French Exit                                    | Frances Price              | |
| 2023 | Ant-Man and the Wasp: Quantumania              | Janet van Dyne             | Đang làm phim |

### Truyền hình
| Năm     | Tiêu đề                    | Vai                        | Ghi chú                                                         |
| ------- | -------------------------- | -------------------------- | --------------------------------------------------------------- |
| 1978    | Fantasy Island             | Athena                     | Tập: "The Island of Lost Women/The Flight of Great Yellow Bird" |
| 1979    | Delta House                | The Bombshell              | 12 tập                                                          |
| 1979    | The Solitary Man           | Tricia                     | Phim trên TV                                                    |
| 1979    | CHiPs                      | Jobina                     | Tập: "The Watch Commander"                                      |
| 1980    | Enos                       | Joy                        | 2 tập                                                           |
| 1980    | B.A.D. Cats                | Samantha "Sunshine" Jensen | 10 tập                                                          |
| 1981    | Fantasy Island             | Deborah Dare               | Tập: "Elizabeth's Baby/The Artist and the Lady"                 |
| 1981    | Callie & Son               | Sue Lynn Bordeaux          | Phim truyền hình; credited as "Michele Pfeiffer"                |
| 1981    | Splendor in the Grass      | Ginny Stamper              | Phim truyền hình                                                |
| 1981    | The Children Nobody Wanted | Jennifer Williams          | Phim truyền hình                                                |
| 1985    | One Too Many               | Annie                      | Chương trình truyền hình đặc biệt                               |
| 1987    | Great Performances         | Natica Jackson             | Tập: "Tales from the Hollywood Hills: Natica Jackson"           |
| 1993–94 | The Simpsons               | Mindy Simmons              | Lồng tiếng; 2 tập                                               |
| 1995    | Picket Fences              | Client                     | Không xuất hiện trong credit; tập: "Freezer Burn"               |
| 1996    | Muppets Tonight            | Chính cô                   | Tập: "Michelle Pfeiffer"                                        |
| 2017    | The Wizard of Lies         | Ruth Madoff                | Phim truyền hình                                                |
| 2022    | The First Lady             | Betty Ford                 | 10 tập                                                          |

## Giải thưởng
Trong sự nghiệp của mình, Pfeiffer đã giành được nhiều giải thưởng bao gồm Giải Quả cầu vàng cho Nữ diễn viên chính xuất sắc nhất – Phim truyền hình điện ảnh, Giải BAFTA cho Nữ diễn viên chính xuất sắc nhất trong một vai phụ và các giải thưởng Nữ diễn viên chính xuất sắc nhất của National Board of Review, National Society of Film Critics, Hiệp hội phê bình phim New York, Hiệp hội phê bình phim Chicago và Hiệp hội phê bình phim Los Angeles, cũng như các giải thưởng Nữ diễn viên phụ xuất sắc nhất từ Hiệp hội phê bình phim thành phố Kansas và Hiệp hội phê bình phim San Diego.
Pfeiffer đã nhận được ba đề cử giải Oscar cho đến nay: Nữ diễn viên phụ xuất sắc nhất cho Dangerous Liaisons (1988), và Nữ diễn viên chính xuất sắc nhất trong The Fabulous Baker Boys (1989) và Love Field (1992).
Năm 2017, Pfeiffer nhận được đề cử Giải Emmy đầu tiên cho màn trình diễn của cô trong The Wizard of Lies (2017) với vai Ruth Madoff. Vào ngày 11 tháng 12 năm 2017, có thông báo rằng cô đã nhận được giải Quả cầu vàng 2018 cho Nữ diễn viên phụ xuất sắc nhất – Đề cử phim bộ, phim truyền hình hoặc phim truyền hình cho vai diễn này.
Cô đã giành được Giải thưởng Màn ảnh Canada cho Nữ diễn viên chính xuất sắc nhất tại Lễ trao giải Màn ảnh Canada lần thứ 9 vào năm 2021, cho tác phẩm của cô trong French Exit.